# 平安時代の人物一覧
 平安時代の人物一覧（へいあんじだいのじんぶついちらん）
ここでは、平安時代の人物を集めた。

## 皇室

### 天皇
- 桓武天皇……第50代天皇。
- 平城天皇……第51代天皇。
- 嵯峨天皇……第52代天皇。
- 淳和天皇……第53代天皇。
- 仁明天皇……第54代天皇。
- 文徳天皇……第55代天皇。
- 清和天皇……第56代天皇。
- 陽成天皇……第57代天皇。
- 光孝天皇……第58代天皇。
- 宇多天皇……第59代天皇。
- 醍醐天皇……第60代天皇。
- 朱雀天皇……第61代天皇。
- 村上天皇……第62代天皇。

### 皇族
- 神王……光仁天皇の甥。右大臣。
- 壱志濃王……光仁天皇の甥。大納言。
- 伊予親王……桓武天皇第三皇子。
- 葛原親王……桓武天皇第四皇子。式部卿。
- 万多親王……桓武天皇第五皇子。
- 大徳親王……桓武天皇第十一皇子。
- 仲野親王……桓武天皇第十二皇子。式部卿。
- 明日香親王……桓武天皇皇子。
- 因幡内親王……桓武天皇皇女。
- 安濃内親王……桓武天皇第四皇女。
- 伊都内親王……桓武天皇第八皇女。
- 大井内親王……桓武天皇皇女。
- 安勅内親王……桓武天皇第十三皇女。
- 駿河内親王……桓武天皇第十四皇女。
- 紀内親王……桓武天皇第十五皇女。
- 菅原内親王……桓武天皇第十六皇女。
- 甘南美内親王……桓武天皇皇女。
- 池上内親王……桓武天皇皇女。
- 高見王……桓武天皇皇孫。葛原親王第二王子。
- 正躬王……桓武天皇皇孫。万多親王第七王子。参議、左大弁。善愷訴訟事件で解官。後に参議に復帰。
- 宜子女王……桓武天皇皇孫。仲野親王女。
- 興世王……伝・桓武天皇五世孫。
- 阿保親王……平城天皇第一皇子。
- 高岳親王……平城天皇第三皇子。嵯峨天皇皇太子。
- 巨勢親王……平城天皇第四皇子。
- 石上内親王……平城天皇皇女。
- 大原内親王……平城天皇皇女。伊勢斎宮。
- 叡奴内親王……平城天皇皇女。
- 業良親王……嵯峨天皇第一皇子。
- 基良親王……嵯峨天皇皇子。
- 忠良親王……嵯峨天皇第四皇子。
- 業子内親王……嵯峨天皇第一皇女。
- 宗子内親王……嵯峨天皇第八皇女。
- 有智子内親王……嵯峨天皇皇女。初代賀茂斎院。
- 芳子内親王……嵯峨天皇皇女。
- 基子内親王……嵯峨天皇皇女。
- 純子内親王……嵯峨天皇皇女。
- 恒世親王……淳和天皇第一皇子。
- 恒貞親王……淳和天皇第二皇子。仁明天皇皇太子。
- 基貞親王……淳和天皇第四皇子。
- 良貞親王……淳和天皇第五皇子。
- 恒統親王……淳和天皇皇子。
- 氏子内親王……淳和天皇第一皇女。伊勢斎宮。
- 明子内親王……淳和天皇第七皇女。
- 貞子内親王……淳和天皇皇女。
- 人康親王……仁明天皇第四皇子。弾正尹。
- 本康親王……仁明天皇第五皇子。式部卿。
- 廉子女王……仁明天皇皇孫。本康親王女。藤原時平室。
- 惟喬親王……文徳天皇第一皇子。
- 晏子内親王……文徳天皇第一皇女。伊勢斎宮。
- 恬子内親王……文徳天皇皇女。伊勢斎宮。
- 珍子内親王……文徳天皇皇女。
- 貞純親王……清和天皇第六皇子。
- 元良親王……陽成天皇第一皇子。元良親王は反乱を起こし、一時は国を滅亡させかけた。
- 是忠親王……光孝天皇第一皇子。初め臣籍降下し源是忠を称し、中納言。後に親王宣下。後に式部卿。
- 斉世親王……宇多天皇第三皇子。
- 敦実親王……宇多天皇第八皇子。式部卿。
- 柔子内親王……宇多天皇第二皇女。伊勢斎宮。
- 克明親王……醍醐天皇第一皇子。兵部卿。
- 保明親王（文彦太子）……醍醐天皇第二皇子。皇太子。
- 代明親王……醍醐天皇第三皇子。中務卿。
- 重明親王（吏部王）……醍醐天皇第四皇子。式部卿。
- 式明親王……醍醐天皇第六皇子。中務卿。
- 有明親王……醍醐天皇第七皇子。兵部卿。
- 兼明親王（前中書王）……醍醐天皇第十六皇子。一時臣籍降下し源兼明を称し、左大臣。親王復帰後、中務卿。
- 盛明親王……醍醐天皇皇子。上総太守。左大臣源高明の同母弟。源明子（左大臣高明公女、太政大臣藤原道長公室）の養父。
- 雅子内親王……醍醐天皇第十皇女。伊勢斎宮。藤原師輔室、為光母。
- 靖子内親王……醍醐天皇第十二皇女。藤原師氏室
- 康子内親王……醍醐天皇第十六皇女。藤原師輔室、公季母。
- 慶頼王……醍醐天皇皇孫。保明親王子。皇太孫。
- 悦子女王……醍醐天皇皇孫。重明親王女。伊勢斎宮。
- 広平親王……村上天皇第一皇子。兵部卿。
- 致平親王……村上天皇第三皇子。兵部卿。大宰帥。
- 為平親王……村上天皇第四皇子。式部卿。
- 昭平親王……村上天皇第五皇子。一時臣籍降下し源昭平を称し、右兵衛督。親王復帰。常陸太守。
- 具平親王（後中書王）……村上天皇第七皇子。中務卿。
- 永平親王……村上天皇第八皇子。
- 保子内親王……村上天皇第三皇女。藤原兼家室。
- 選子内親王（大斎院）……村上天皇第十皇女。賀茂斎院。
- 隆姫女王……村上天皇皇孫。具平親王女。藤原頼通室。
- 嫥子女王……村上天皇皇孫。具平親王女。藤原教通室。伊勢斎宮。
- 為尊親王……冷泉天皇第三皇子。弾正尹。
- 敦道親王……冷泉天皇第四皇子。大宰帥。
- 昭登親王……花山天皇第二皇子。
- 康資王……花山天皇曾孫。神祇伯。白川伯王家の祖。
- 敦康親王……一条天皇第一皇子。式部卿。
- 脩子内親王……一条天皇第一皇女。
- 敦明親王（小一条院）……三条天皇第一皇子。後一条天皇皇太子。
- 性信法親王……三条天皇第四皇子。
- 当子内親王……三条天皇第一皇女。伊勢斎宮。
- 禔子内親王……三条天皇第二皇女。藤原教通室。
- 嘉子内親王……三条天皇皇孫。敦明親王女。伊勢斎宮。
- 良子内親王……後朱雀天皇第一皇女。伊勢斎宮。
- 娟子内親王……後朱雀天皇第二皇女。賀茂斎院。源俊房室。
- 祐子内親王……後朱雀天皇第三皇女。
- 禖子内親王……後朱雀天皇第四皇女。賀茂斎院。
- 正子内親王……後朱雀天皇第五皇女。賀茂斎院。
- 実仁親王……後三条天皇第二皇子。白河天皇皇太弟。
- 輔仁親王……後三条天皇第三皇子。
- 佳子内親王……後三条天皇第三皇女。賀茂斎院。
- 怡子女王……後三条天皇皇孫。輔仁親王女。賀茂斎院。
- 覚行法親王……白河天皇第二皇子。
- 覚法法親王……白河天皇第四皇子。
- 聖恵法親王……白河天皇第五皇子。
- 媞子内親王（郁芳門院）……白河天皇第一皇女。伊勢斎宮。
- 令子内親王……白河天皇第三皇女。賀茂斎院。
- 最雲法親王……堀河天皇第三皇子。
- 悰子内親王……堀河天皇第一皇女。賀茂斎院。
- 喜子内親王……堀河天皇皇女。伊勢斎宮。
- 顕広王……顕康王の子。神祇伯。
- 仲資王……顕広王の子。神祇伯。正三位。
- 覚性法親王……鳥羽天皇第五皇子。
- 覚快法親王……鳥羽天皇第七皇子。
- 統子内親王（上西門院）……鳥羽天皇第二皇女。
- 暲子内親王（八条院）……鳥羽天皇第五皇女。
- 重仁親王……崇徳天皇第一皇子。
- 守覚法親王……後白河天皇第二皇子。
- 以仁王……後白河天皇第三皇子。
- 道法法親王……後白河天皇第八皇子。
- 静恵法親王……後白河天皇第十皇子。
- 好子内親王……後白河天皇第二皇女。伊勢斎宮。
- 式子内親王……後白河天皇第三皇女。賀茂斎院。
- 休子内親王……後白河天皇第四皇女。伊勢斎宮。
- 覲子内親王（宣陽門院）……後白河天皇第六皇女。
- 院の御子……後白河天皇落胤を称し、伯耆国で活動した人物。
- 北陸宮……後白河天皇皇孫。以仁王子。
- 守貞親王（後高倉院）……高倉天皇第二皇子。
- 惟明親王……高倉天皇第三皇子。

## 後宮

### 后妃
- 酒人内親王……桓武天皇妃。伊勢斎宮。
- 藤原吉子……桓武天皇夫人。
- 朝原内親王……平城天皇妃。文徳天皇 。
- 橘嘉智子（檀林皇后）……嵯峨天皇皇后、仁明天皇母。
- 正子内親王……淳和天皇皇后。
- 藤原順子……仁明天皇女御、文徳天皇母。
- 藤原明子……文徳天皇 女御、清和天皇母。
- 藤原高子……清和天皇女御、陽成天皇母。
- 姣子女王……陽成天皇妃。
- 綏子内親王……陽成天皇妃。
- 藤原温子……宇多天皇女御。
- 藤原胤子……宇多天皇女御、醍醐天皇生母。
- 藤原穏子……醍醐天皇中宮、朱雀天皇、村上天皇母。
- 煕子女王……朱雀天皇女御。
- 藤原安子……村上天皇中宮、冷泉天皇、円融天皇母。
- 藤原芳子……村上天皇女御。
- 藤原述子……村上天皇女御。
- 徽子女王（斎宮女御）……村上天皇女御。伊勢斎宮。
- 昌子内親王……冷泉天皇中宮。
- 藤原懐子……冷泉天皇女御、花山天皇母。
- 藤原超子……冷泉天皇女御、三条天皇母。
- 藤原媓子……円融天皇中宮。
- 藤原遵子……円融天皇中宮。
- 藤原詮子（東三条院）……円融天皇女御、一条天皇母。
- 尊子内親王……円融天皇女御。賀茂斎院。
- 藤原定子……一条天皇皇后。
- 藤原彰子（上東門院）……一条天皇中宮、後一条天皇・後朱雀天皇母。
- 藤原元子……一条天皇女御。
- 藤原尊子……一条天皇女御。
- 藤原妍子……三条天皇中宮。
- 藤原娍子……三条天皇皇后。
- 藤原盛子……三条天皇女御。
- 藤原威子……後一条天皇中宮。
- 藤原嬉子……後朱雀天皇東宮妃、後冷泉天皇母。
- 禎子内親王（陽明門院）……後朱雀天皇皇后、後三条天皇母。
- 藤原嫄子……後朱雀天皇中宮。
- 藤原延子……後朱雀天皇女御。
- 章子内親王（二条院）……後冷泉天皇中宮。
- 藤原寛子……後冷泉天皇皇后。
- 馨子内親王……後三条天皇中宮。賀茂斎院。
- 藤原茂子……後三条天皇東宮妃、白河天皇母。
- 源基子……後三条天皇女御。
- 藤原賢子……白河天皇中宮、堀河天皇母。
- 篤子内親王……堀河天皇中宮。賀茂斎院。
- 藤原苡子……堀河天皇女御、鳥羽天皇母。
- 藤原璋子（待賢門院）……鳥羽天皇中宮、崇徳天皇・後白河天皇母。
- 藤原泰子（高陽院）……鳥羽天皇皇后。
- 藤原得子（美福門院）……鳥羽天皇皇后、近衛天皇母。
- 藤原聖子（皇嘉門院）……崇徳天皇中宮。
- 藤原多子……近衛天皇皇后。のち二条天皇太皇太后。
- 藤原呈子（九条院）……近衛天皇中宮。
- 藤原忻子……後白河天皇中宮。
- 平滋子（建春門院）……後白河天皇女御、高倉天皇母。
- 姝子内親王（高松院）……二条天皇中宮。
- 藤原育子……二条天皇中宮。
- 平徳子（建礼門院）……高倉天皇中宮、安徳天皇母。

### 女官
- 坂上春子……桓武天皇後宮。
- 百済永継……桓武天皇後宮。また藤原内麻呂室。真夏、冬嗣母。
- 藤原薬子……平城天皇尚侍。
- 紀田村子……平城天皇後宮。
- 賀美能宿禰……平安京采女長官、嵯峨天皇の育母。天智天皇玄孫。
- 紀種子……仁明天皇更衣。常康親王、眞子内親王らの母。
- 藤原賀登子……福当麻呂の子。仁明天皇宮人。国康親王母。
- 紀静子（三条町）……文徳天皇更衣。惟喬親王、惟条親王、恬子内親王、述子内親王、珍子内親王らの母。
- 紀全子（紀乳母）……陽成天皇乳母。
- 藤原淑子……光孝天皇～醍醐天皇尚侍。
- 藤原登子……村上天皇女官。尚侍。
- 藤原綏子……三条天皇尚侍。
- 藤原豊子（宰相の君）……後一条天皇乳母。藤原道綱女。
- 藤原経子……白河天皇典侍。
- 源頼子……白河天皇後宮。官子内親王母。
- 祇園女御……白河天皇晩年の寵妃。
- 藤原長子（讃岐典侍）……堀河天皇典侍。
- 源盛子（三河内侍）……堀河・鳥羽・崇徳天皇掌侍。
- 紀頼子（中務）……堀河天皇女蔵人。
- 藤原朝子（紀伊局）……後白河天皇の乳母、藤原通憲（信西）の妻。
- 源重子（坊門局）……後白河天皇典侍。二条天皇乳母。
- 藤原成子（高倉三位）……後白河天皇女官。
- 高階栄子（丹後局）……後白河天皇女官。
- 藤原殖子（七条院）……高倉天皇典侍、後高倉院・後鳥羽天皇母。
- 小督……高倉天皇の寵妃。
- 藤原経子（大納言三位）……高倉天皇の乳母。
- 藤原輔子（大納言典侍）……安徳天皇の乳母。
- 源在子（承明門院）……後鳥羽天皇宮人。土御門天皇母。

## 貴族政治家

### 藤原氏

#### 北家本流
- 藤原内麻呂……藤原真楯の子。右大臣。
- 藤原真夏……内麻呂の子。参議。刑部卿。平城天皇側近。薬子の変に連坐し左遷。日野家祖。
- 藤原冬嗣……内麻呂の子。左大臣。
- 藤原愛発……内麻呂の子。大納言。承和の変で失脚。
- 藤原大津……内麻呂の子。
- 藤原衛……内麻呂の子。
- 藤原助……内麻呂の子。参議、左兵衛督。
- 藤原長良……冬嗣の子。権中納言。
- 藤原良房……冬嗣の子。摂政、太政大臣。人臣として初の摂政。
- 藤原良相……冬嗣の子。右大臣。
- 藤原良門……冬嗣の子。勧修寺流祖。
- 藤原良仁……冬嗣の子。
- 藤原良世……冬嗣の子。左大臣。
- 藤原基経……長良の子。良房の養子。関白、太政大臣。関白の初。
- 藤原時平……基経の子。左大臣。昌泰の変に関係。
- 藤原兼平……基経の子。
- 藤原仲平……基経の子。左大臣。
- 藤原忠平……基経の子。摂政、関白、太政大臣。『貞信公記』の著者。
- 藤原実頼……忠平の子。関白、摂政、太政大臣。『清慎公記』の著者。
- 藤原師輔……忠平の子。右大臣。『九暦』の著者。
- 藤原師保……忠平の子。
- 藤原師氏……忠平の子。大納言。
- 藤原師尹……忠平の子。左大臣。
- 藤原伊尹……師輔の子。摂政、太政大臣。
- 藤原兼通……師輔の子。関白、太政大臣。
- 藤原兼家……師輔の子。摂政、関白、太政大臣。
- 藤原忠君……師輔の子。右兵衛督。
- 藤原遠度……師輔の子。右兵衛督。從三位。
- 藤原高光……師輔の子。右少将。出家。歌人。
- 藤原為光……師輔の子。太政大臣。
- 藤原公季……師輔の子。太政大臣。閑院流の祖。
- 藤原道隆……兼家の子。摂政、関白、内大臣。
- 藤原道綱……兼家の子。大納言。
- 藤原道兼……兼家の子。関白、右大臣。
- 藤原道長……兼家の子。摂政、太政大臣。摂関家の最盛期を示現。『御堂関白記』の著者。
- 藤原頼通……道長の子。摂政、関白、太政大臣。
- 藤原頼宗……道長の子。右大臣。
- 藤原顕信……道長の子。右馬頭。出家。
- 藤原能信……道長の子。権大納言。
- 藤原教通……道長の子。関白、太政大臣。
- 藤原長家……道長の子。権大納言。
- 藤原通房……頼通の子。権大納言。
- 藤原師実……頼通の子。摂政、関白、太政大臣。
- 藤原定綱……頼通の子。
- 藤原忠綱……頼通の子。
- 藤原師通……師実の子。関白、内大臣。
- 藤原家忠……師実の子。左大臣。花山院家の祖。
- 藤原経実……師実の子。権大納言。大炊御門家の祖。
- 藤原能実……師実の子。大納言。
- 藤原忠教……師実の子。大納言。難波家、飛鳥井家の祖。
- 藤原忠長……師実の子。
- 藤原忠実……師通の子。関白、太政大臣。『殿暦』の著者。
- 藤原家政……師通の子。参議、左中将。
- 藤原家隆……師通の子。少納言。
- 藤原忠通……忠実の子。摂政、関白、太政大臣。
- 藤原頼長……忠実の子。左大臣。「悪左府」と称される。『台記』の著者。
- 藤原基実……忠通の子。近衛基実。関白、左大臣。近衛家の祖。
- 藤原基房……忠通の子。松殿基房。摂政、関白、太政大臣。松殿家の祖。
- 藤原兼実……忠通の子。九条兼実。摂政、関白、太政大臣。九条家の祖。
- 藤原兼房……忠通の子。太政大臣。
- 藤原基通……基実の子。近衛基通。摂政、関白、内大臣。
- 藤原忠良……基実の子。粟田口忠良。大納言。歌人。
- 藤原家実……基通の子。近衛家実。関白、太政大臣。
- 藤原道経……基通の子。近衛道経。右大臣。
- 藤原兼基……基通の子。鷹司兼基。大納言。
  - 藤原滋子……基経の娘か。源能有室。
  - 藤原寛子……忠平の娘。重明親王妃。
  - 愛宮……師輔の娘。
  - 藤原繁子……師輔の娘。藤原道兼、平惟仲室。
  - 藤原寛子……道長の娘。敦明親王妃。
  - 藤原尊子……道長の娘。源師房室。

#### 北家鳥養流
- 藤原葛野麻呂……藤原小黒麻呂の子。遣唐大使。中納言。
- 藤原道雄……小黒麻呂の子。葛野麻呂の弟。右大弁。参議、宮内卿。
- 藤原常嗣……葛野麻呂の子。渡唐した最後の遣唐使。参議、左大弁。
- 藤原氏宗……葛野麻呂の子。右大臣。
- 藤原興邦……常嗣の子。
- 藤原有文……氏宗の子。歌人。

#### 北家永手流
- 藤原雄依……藤原永手の子。
- 藤原宗成……永手の曾孫。

#### 北家魚名流
- 藤原藤成……魚名の子。曾孫の藤原秀郷は武人として著名。
- 藤原真雄……魚名の孫。平城上皇側近。
- 藤原松影……真雄の甥。

魚名－鷲取流
- 藤原藤嗣……魚名の孫。参議、右衛門督。
- 藤原山蔭……藤嗣の孫。中納言。吉田神社、総持寺を創建。
- 藤原中正……山蔭の子。摂津守。時姫（藤原兼家正室）の父。藤原道隆・超子・道兼・詮子・道長の外祖父。
- 藤原在衡……山蔭の孫。左大臣。儒学者、漢詩人。
- 藤原安親……山蔭の孫。中正の子。参議。藤原兼家側近。
- 藤原忠信……山蔭の曾孫。
- 藤原貞仲……山蔭の玄孫。藤原道長家人。
- 藤原経臣……藤嗣の玄孫。
- 藤原雅材……経臣の子。儒学者、漢詩人。
- 藤原元命……経臣の子。尾張守の時民衆に訴えられる。
- 藤原惟成……雅材の子。権左中弁。花山天皇側近。
- 藤原忠輔……在衡の孫。国光の子。權中納言。儒学者、漢詩人。
  - 藤原時姫……中正の子。安親の妹。藤原兼家室。道隆・道兼・道長生母。

魚名－末茂流
- 藤原末茂……魚名の子。父とともに左遷される。
- 藤原総継……末茂の子。光孝天皇外祖父。贈太政大臣。
- 藤原有穂……総継の孫。中納言。学者、歌人。
- 藤原後蔭……有穂の子。歌人。
- 藤原有時……歌人。
- 藤原隆経……歌人、後三条天皇側近。
- 藤原顕季……隆経の子。大宰大弐、修理大夫。白河天皇側近。
- 藤原長実……顕季の子。権中納言。白河院側近。美福門院の父。
- 藤原家保……顕季の子。参議。白河院側近。
- 藤原顕輔……顕季の子。歌人。
- 藤原長輔……長実の子。右京大夫。
- 藤原家成……家保の子。中納言。鳥羽院側近。
- 藤原清輔……顕輔の子。歌人。
- 藤原重家……顕輔の子。歌人。
- 藤原実清……長輔の子。
- 藤原隆季……家成の子。権大納言。四条家の祖。
- 藤原家明……家成の子。従三位。
- 藤原成親……家成の子。権大納言。俊寛らと謀議の後、発覚し誅殺。
- 藤原実教……家成の子。公親の猶子。中納言。
- 藤原経家……重家の子。歌人。
- 藤原有家……重家の子。歌人。新三十六歌仙の一人。
- 藤原季能……長実の曾孫。後白河法皇側近。
- 藤原隆房……隆季の子。冷泉隆房。権大納言。
- 藤原成経……成親の子。父に連座して流罪。後に赦免。参議。皇太后宮大夫。
- 藤原師高……家成の猶子・西光の子。父に連座して誅殺。
- 藤原教成……家成の子・実教の養子。実父は平業房。権中納言。山科家祖。
  - 藤原乙春……総継の娘。藤原長良室、基経・高子母。
  - 藤原経子……家成の娘。平重盛室。

#### 北家楓麻呂流
- 藤原園人……藤原楓麻呂の長子。右大臣。
- 藤原氏雄……園人の孫。
- 藤原貞守……楓麻呂の曾孫。園主の孫。諸貞の子。参議、式部大輔。
- 藤原梶長……元慶の乱に出陣。

#### 北家真永流
- 藤原嗣宗……藤原真永の孫。左中弁。仁明天皇側近。

#### 北家真夏流
- 藤原濱雄……真夏の子。
- 藤原家宗……濱雄の子。参議、左大弁。
- 藤原弘蔭……家宗の子。大学頭。
- 藤原博文……真夏の曾孫、関雄の孫、貞幹の子。儒学者、漢詩人。菅原道真門下。
- 藤原範綱
- 藤原有国……弘蔭の曾孫、繁時の孫、輔道の子。参議。藤原兼家、道長側近。
- 藤原広業……有国の子。式部大輔、参議。儒学者、漢詩人。
- 藤原資業……有国の子。式部大輔。従三位。儒学者、漢詩人。
- 藤原経衡……有国の孫。歌人。
- 藤原家経……広業の子。式部権大輔。儒学者、漢詩人。
- 藤原実綱……資業の子。式部大輔、文章博士。儒学者、漢詩人。
- 藤原実政……資業の子。参議、左大弁、式部大輔、大宰大弐。儒学者、漢詩人。宇佐八幡宮と争い伊豆に配流。
- 藤原敦宗……実政の子。儒学者、漢詩人。
- 藤原正家……家経の子。右大弁。儒学者、漢詩人、歌人。
- 藤原俊信……正家の子。右少弁。
- 藤原有綱……資業の孫、実綱の子、有信の兄。儒学者、漢詩人、歌人。
- 藤原有信……資業の孫、実綱の子、有綱の弟。右中弁。儒学者、漢詩人、歌人。
- 藤原有定……有綱の弟。歌人。
- 藤原実光……有信の子。権中納言。儒学者、漢詩人、歌人。
- 藤原顕業……俊信の子。参議。儒学者、漢詩人。
- 藤原資長……実光の子。権中納言。儒学者、漢詩人。
- 藤原兼光……資長の子。権中納言。儒学者、漢詩人、歌人。後白河院の信任を得る。
  - 伊勢……歌人。

#### 北家大津流
- 藤原良縄……大津の子。参議。文徳天皇側近。

#### 北家福当麻呂流
- 藤原諸数……藤原福当麻呂の子。諸陵頭。
- 藤原扶幹……内麻呂の玄孫。福当麻呂の曾孫。村椙の子。大納言。

#### 北家長良流
- 藤原国経……長良の子。大納言。
- 藤原遠経……長良の子。右大弁。
- 藤原弘経……長良の子。
- 藤原高経……長良の子。歌人。右兵衛督。
- 藤原清経……長良の子。参議、右衛門督。
- 藤原忠幹……国経の子。中宮亮。勘解由長官。
- 藤原輔相……弘経の子。歌人。
- 藤原倫寧……長良の曾孫。
- 藤原文信……忠幹の子。筑後尾張守。
- 藤原季平……尚範の子。従三位。治部卿。
- 藤原元名……清経の子。参議、宮内卿。
- 藤原国章……元名の子。従三位。
- 藤原文範……元名の子。中納言。
- 藤原長能……倫寧の子。歌人。
- 藤原為信……文範の子。紫式部の外祖父。
- 藤原為雅……文範の子。備中守。
- 藤原中清……為信の甥。
- 藤原範永……中清の子。歌人。
- 藤原範綱……範永の曾孫。歌人。
- 藤原良清……範綱の子。歌人。
- 藤原為忠……白河院・鳥羽院近臣。歌人。
- 藤原為業……為忠の子。歌人。法名寂念。
- 藤原頼業……為忠の子。歌人。法名寂然。
- 藤原為経……為忠の子。歌人。法名寂超。
- 藤原親盛……親康の子。後白河院北面武士。歌人。
- 藤原隆信……為経の子。似絵師として著名。
- 藤原信実……隆信の子。似絵師として著名。
  - 兵衛命婦……長良の孫。藤原忠房室。歌人。
  - 藤原道綱母……歌人、作家。倫寧の娘。藤原兼家の愛妾。
  - 藤原範永女……範永の娘。歌人。
  - 二条院三河内侍……為業の娘。歌人。
  - 順徳院兵衛内侍……隆信の娘。歌人。
  - 藻璧門院少将……隆信の娘。歌人。
  - 弁内侍……隆信の娘。歌人。
  - 後深草院少将内侍……隆信の娘。歌人。

#### 北家良門流
良門－利基流
- 藤原利基……良門の子。右中将。
- 藤原兼茂……利基の子。参議。歌人。
- 藤原兼輔……利基の子。中納言。歌人。
- 藤原清正……兼輔の子。歌人。
- 藤原雅正……兼輔の子。刑部大輔。歌人。
- 藤原為頼……兼輔の孫。雅正の子。太皇太后宮大進。歌人。紫式部の伯父。
- 藤原為時……兼輔の孫。雅正の子。越前守、左少弁、越後守。漢詩人。歌人。紫式部の父。
- 藤原惟規……為時の子。蔵人、式部丞。従五位下。紫式部の同母弟。
- 藤原邦綱……惟規の玄孫。盛国の子。権大納言。平清盛の盟友として立身。
- 藤原清隆……為頼流、頼成の曾孫、隆時の子。権中納言。
- 藤原隆能……清隆の子。絵師。
- 藤原光隆……清隆の子。権中納言。
- 藤原定隆……清隆の子。従三位。
- 藤原雅隆……光隆の子。正三位。
- 藤原家隆……光隆の子。歌人。宮内卿、従二位。
  - 紫式部……為時の娘。作家、歌人。『源氏物語』作者。

良門－高藤流
- 藤原高藤……良門の子。内大臣。
- 藤原定国……高藤の子。大納言。
- 藤原定方……高藤の子。右大臣。歌人。
- 藤原朝忠……定方の子。中納言。歌人。
- 藤原朝成……定方の子。中納言。
- 藤原朝頼……定方の子。左兵衛督。
- 藤原為輔……朝頼の子。権中納言。
- 藤原説孝……為輔の子。左大弁。
- 藤原宣孝……為輔の子。右衛門権佐。紫式部の夫。
- 藤原惟憲……為輔の孫。惟孝の子。大宰大弐。正三位。藤原道長の家司。
- 藤原隆佐……宣孝の子。従三位。
- 藤原泰憲……惟孝の孫。泰通の子。権中納言。
- 藤原隆方……宣孝の孫。隆光の子。左中弁、但馬守。
- 藤原為房……隆方の子。参議、大蔵卿。『為房卿記』の著者。白河院側近。
- 藤原為隆……為房の子。参議、左大弁。白河院側近。
- 藤原顕隆……為房の子。権中納言。白河院側近。
- 藤原朝隆……為房の子。権中納言。
- 藤原親隆……為房の子。参議。
- 藤原光房……為隆の子。権右中弁。
- 藤原敦頼……歌人。道因法師。
- 藤原盛憲……保元の乱で崇徳上皇方。
- 藤原経憲……保元の乱で崇徳上皇方。
- 藤原顕頼……顕隆の子。権中納言。鳥羽院側近。
- 藤原顕長……顕隆の子。権中納言。
- 藤原顕時……為房の孫、長隆の子。権中納言。
- 藤原朝方……朝隆の子。権大納言。
- 藤原経房……為隆の孫、光房の子。権大納言。吉田経房。『吉記』の作者。
- 藤原光長……為隆の孫、光房の子。参議、右大弁。
- 藤原定長……為隆の孫、光房の子。参議、左大弁。
- 藤原光頼……顕頼の子。権大納言。
- 藤原惟方……顕頼の子。参議、左兵衛督、検非違使別当。二条天皇側近。
- 藤原成頼……顕頼の子。参議。高野宰相入道。
- 藤原長方……顕隆の孫。顕長の子。権中納言。歌人。
- 藤原行隆……顕時の子。左大弁。東大寺造寺長官。
- 藤原清房……後鳥羽院側近。上杉氏の遠祖。
- 藤原光雅……光頼の子。権中納言。
- 藤原宗頼……光頼の子。権大納言。
- 藤原宗隆……長方の子。権中納言。
  - 藤原穆子……朝忠の娘。源雅信室。倫子母。
  - 大弐三位……藤原宣孝と紫式部の娘。歌人。
  - 殷富門院大輔……歌人。
  - 帥典侍……本名は藤原領子。平時忠の妻。
  - 小宰相……平通盛の妻。

北家良仁流
- 藤原有実……良仁の子。参議。

北家良世流
- 藤原邦基……良世の子。中納言。
- 藤原恒佐……良世の子。右大臣。

北家時平流
- 藤原保忠……時平の子。大納言。
- 藤原顕忠……時平の子。右大臣。
- 藤原敦忠……時平の子。権中納言。歌人。
- 藤原元輔……顕忠の子。参議。
  - 藤原仁善子……時平の娘。保明親王御息所。

北家実頼流
- 藤原敦敏……実頼の子。右少将。
- 藤原頼忠……実頼の子。関白太政大臣。
- 藤原斉敏……実頼の子。参議、右衛門督。検非違使別当。
- 藤原佐理……敦敏の子。参議。大宰大弐。三蹟の一。
- 藤原公任……頼忠の子。権大納言。歌人。『北山抄』の著者。
- 藤原定頼……公任の子。権中納言。歌人。
- 藤原高遠……斉敏の子。左兵衛督。正三位。歌人。一条天皇の笛の師。
- 藤原懐平……斉敏の子。権中納言。実資の兄。
- 藤原実資……斉敏の子。実頼の養子。右大臣。『小右記』の著者。
- 藤原経通……懐平の子。権中納言。
- 藤原資平……懐平の子。実資の養子。大納言。
- 藤原経任……懐平の子。藤原斉信養子。権大納言。
- 藤原経家……定頼の子。権中納言。
- 藤原資房……資平の子。参議、春宮権大夫。『春記』の著者。
- 藤原資仲……資平の子。権中納言。
- 藤原経季……経通の子。中納言。
- 藤原経平……経通の子。大宰大弐。従三位。
- 藤原顕家……経通の子。参議。
- 藤原公房……資房の子。参議。
- 藤原顕実……資仲の子。参議。
- 藤原通俊……経平の子。権中納言。歌人。
- 藤原季仲……経季の子。権中納言。
- 藤原公定……経家の子。参議。
- 藤原資信……顕実の子。中納言。

北家師尹流
- 藤原済時……師尹の子。大納言。
- 藤原実方……師尹の孫。左中将、陸奥守。歌人。
- 藤原通任……済時の子。権中納言。
- 藤原朝元……実方の子。
- 藤原師成……通任の子。従三位。

北家伊尹流
- 藤原挙賢……伊尹の子。蔵人頭、左少将。弟の義孝と同日に卒去。
- 藤原義孝……伊尹の子。右少将。歌人。兄の挙賢と同日に卒去。
- 藤原義懐……伊尹の子。権中納言。花山天皇側近。
- 藤原行成……義孝の子。権大納言。三蹟の一。『権記』の著者。
- 藤原成房……義懐の子。右中将。
- 藤原行経……行成の子。参議。能書家。
- 藤原伊房……行経の子。權中納言。能書家。
- 藤原定信……伊房の孫。能書家。
- 藤原伊行……定信の子。能書家。
  - 藤原師子……源雅実妾。顕通母。
  - 建礼門院右京大夫……伊行の娘。歌人。

北家兼通流
- 藤原顕光……兼通の子。左大臣。
- 藤原時光……兼通の子。中納言。
- 藤原朝光……兼通の子。大納言。
- 藤原正光……兼通の子。参議、大蔵卿。
- 藤原重家……顕光の子。左少将。出家。
- 藤原朝経……朝光の子。権中納言。
- 藤原師経……朝光の孫。登朝の子。従三位。
  - 藤原延子……顕光の娘。敦明親王妃。

北家為光流
- 藤原誠信……為光の子。参議、左衛門督。
- 藤原斉信……為光の子。権大納言。
- 藤原道信……為光の子。左中将。歌人。
- 藤原公信……為光の子。権中納言。
- 藤原親通……伊信の子。下総守。山城守。下野守。
- 藤原親盛……親通の子。下総守。
- 藤原親政……親盛の子。武士。阿波守。

北家公季流
- 藤原実成……公季の子。中納言。
- 藤原公成……実成の子。権中納言。
- 藤原実季……公成の子。大納言。
- 藤原公実……実季の子。権大納言。三清華家の祖。
- 藤原保実……実季の子。権中納言。
- 藤原仲実……実季の子。権大納言。
- 藤原実隆……公実の子。中納言。
- 藤原実行……公実の子。太政大臣。三条実行。三条家の祖。
- 藤原通季……公実の子。權中納言。西園寺家の先祖。
- 藤原実能……公実の子。左大臣。徳大寺実能。徳大寺家の祖。
- 藤原季成……公実の子。権大納言。
- 藤原公隆……実隆の子。参議。
- 藤原公教……実行の子。内大臣。三条公教。
- 藤原公行……実行の子。参議、右兵衛督。
- 藤原公通……通季の子。権大納言。
- 藤原公能……実能の子。右大臣。徳大寺公能。
- 藤原公親……実能の子。参議、右中将。
- 藤原公光……季成の子。権中納言。
- 藤原実綱……公教の子。権中納言。
- 藤原実国……公教の子。権大納言。
- 藤原実房……公教の子。左大臣。
- 藤原実長……公行の子。権大納言。
- 藤原実宗……公通の子。内大臣。
- 藤原実明……公通の子。参議。民部卿。
- 藤原実定……公能の子。左大臣。徳大寺実定。
- 藤原実家……公能の子。大納言。
- 藤原実守……公能の子。権中納言。
- 藤原公定……実宗の子。権中納言。
- 藤原公経……実宗の子。太政大臣。西園寺公経。西園寺家の祖。
- 藤原公時……実国の子。参議、右中将。
- 藤原公清……実国の子。参議。
- 藤原公房……実房の子。太政大臣。三条公房。
- 藤原公宣……実房の子。権大納言。姉小路家の祖。
- 藤原公氏……実房の子。権大納言。正親町三条公氏。
- 藤原公継……実定の子。左大臣。徳大寺公継。
  - 藤原公子……公実の娘。藤原経実室。経宗母。

北家道隆流
- 藤原道頼……道隆の子。権大納言。
- 藤原頼親……道隆の子。左中将。
- 藤原伊周……道隆の子。内大臣。叔父の道長との抗争に敗れ失脚。
- 藤原隆家……道隆の子。中納言。叔父の道長との抗争に敗れ失脚。
- 藤原忠経……道頼の子。左少将。左馬頭。
- 藤原道雅……伊周の子。左中将。従三位。左京大夫。歌人。
- 藤原良頼……隆家の子。権中納言。
- 藤原経輔……隆家の子。権大納言。
- 藤原良基……良頼の子。参議。
- 藤原師家……経輔の子。右中弁。
- 藤原長房……経輔の子。参議。
- 藤原師基……経輔の子。左中弁。
- 藤原師信……経輔の子。播磨守。
- 藤原経忠……経輔の孫。師信の子。中納言。
- 藤原忠能……経忠の子。参議。
- 藤原基隆……師家の孫、家範の子。従三位。
- 藤原忠隆……基隆の子。従三位。鳥羽上皇近臣。
- 藤原長成……忠能の子。大蔵卿。常盤御前と結婚。一条長成。
- 藤原信隆……後白河院近臣。坊門信隆。
- 藤原信頼……忠隆の子。権中納言。平治の乱の首謀者。源義朝と信西打倒を図る。
- 藤原家頼……忠隆の子。平治の乱の後出家。
- 藤原能成……長成の子。従三位。一条能成。
- 藤原信清……信隆の子。内大臣。坊門信清。
  - 池禅尼……平忠盛の妻。家盛、頼盛の母。

北家道綱流
- 藤原兼経……道綱の子。参議、右中将。
- 藤原基家……兼経の子。陸奥守。
- 藤原敦家……兼経の子。歌人。篳篥の名手。
- 藤原敦兼……敦家の子。篳篥の名手。
- 藤原季行……敦兼の子。号・讃岐三位。篳篥の名手。

北家道兼流
- 藤原兼隆……道兼の子。中納言。
- 藤原兼房……兼隆の子。右少将、中宮亮。歌人。

北家頼宗流
- 藤原兼頼……頼宗の子。権中納言。
- 藤原俊家……頼宗の子。右大臣。
- 藤原能長……頼宗の子。叔父能信の養子。内大臣。
- 藤原能季……頼宗の子。権中納言。
- 藤原宗俊……俊家の子。権大納言。
- 藤原師兼……俊家の子。参議。
- 藤原基俊……俊家の子。歌人。
- 藤原基頼……俊家の子。鎮守府将軍。
- 藤原宗通……俊家の子。権大納言。
- 藤原基長……能長の子。権中納言。
- 藤原長忠……能長の子。権中納言。
- 藤原宗忠……宗俊の子。右大臣。『中右記』の著者。
- 藤原宗輔……宗俊の子。太政大臣。
- 藤原信通……宗通の子。参議、右中将。
- 藤原伊通……宗通の子。太政大臣。
- 藤原季通……宗通の子。
- 藤原成通……宗通の子。大納言。蹴鞠の名手。歌人、今様も。大納言。
- 藤原重通……宗通の子。大納言。南家の同名人物（周防守）とは別人。
- 藤原宗能……宗忠の子。内大臣。中御門宗能。
- 藤原宗成……宗忠の子。参議。
- 藤原俊通……宗輔の子。権中納言。
- 藤原為通……伊通の子。参議。
- 藤原伊実……伊通の子。中納言。
- 藤原宗家……宗能の子。権大納言。
- 藤原泰通……為通の子。成通の猶子。権大納言。
- 藤原家通……重通の養子。実父は中納言藤原忠基。権中納言。
- 藤原基家……基頼の孫。持明院基家。後高倉院を養育。
- 藤原能保……基頼の曾孫。権中納言。一条能保。親幕府派の廷臣。
- 藤原高能……能保の子。参議、左兵衛督。一条高能。

北家教通流
- 藤原信家……教通の子。権大納言。
- 藤原通基……教通の子。侍従、正三位。
- 藤原信長……教通の子。太政大臣。

北家長家流
- 藤原忠家……長家の子。大納言。
- 藤原祐家……長家の子。中納言。
- 藤原基忠……忠家の子。権中納言。
- 藤原俊忠……忠家の子。権中納言。歌人。
- 藤原俊成……俊忠の子。歌人。『千載和歌集』編纂。
- 藤原光能……俊忠の孫。忠成の子。参議、左兵衛督。後白河院の近臣。
- 藤原成家……俊成の子。右中将。正三位。兵部卿。
- 藤原定家……俊成の子。権中納言。歌人、『新古今集』編纂、『小倉百人一首』撰者。末裔に冷泉家。
  - 藤原俊成女……俊成の養女。実父は藤原盛頼。歌人。

北家家忠流
- 藤原忠宗……家忠の子。権中納言。
- 藤原忠雅……忠宗の子。太政大臣。
- 藤原忠親……忠宗の子。内大臣。中山家祖。『山槐記』の著者。
- 藤原兼雅……忠雅の子。左大臣。
- 藤原兼宗……忠親の子。権大納言。

北家経実流
- 藤原経定……経実の子。権中納言。
- 藤原光忠……経実の子。中納言。
- 藤原経宗……経実の子。左大臣。
- 藤原頼定……経定の子。参議。
- 藤原頼実……経宗の子。太政大臣。

北家忠教流
- 藤原忠基……忠教の子。権中納言。
- 藤原教長……忠教の子。参議。右中将。左京大夫。歌人、能書家。保元の乱で崇徳上皇方。
- 藤原頼輔……忠教の子。蹴鞠の名手。難波頼輔。
- 藤原宗長……頼輔の孫。蹴鞠の名手。難波宗長。
- 藤原雅経……頼輔の孫。歌人、蹴鞠の名手。飛鳥井雅経。

北家家政流
- 藤原雅教……家政の子。中納言。
- 藤原雅長……雅教の子。参議。

北家頼長流
- 藤原兼長……頼長の子。権中納言。
- 藤原師長……頼長の子。太政大臣。
- 藤原隆長……頼長の子。左中将。

北家基房流
- 藤原隆忠……基房の子。左大臣。
- 藤原家房……基房の子。権中納言。歌人。
- 藤原師家……基房の子。松殿師家。摂政、内大臣。
- 藤原忠房……基房の子。大納言。

北家兼実流
- 藤原良通……兼実の子。九条良通。内大臣。
- 藤原良経……兼実の子。九条良経。摂政、太政大臣。
- 藤原良平……兼実の子。九条良平。太政大臣。
- 藤原良輔……兼実の子。九条良輔。左大臣。

南家
　（南家巨勢麻呂流）
- 藤原黒麻呂……藤原巨勢麻呂の子。藻原荘を開墾。
- 藤原伊勢人……藤原巨勢麻呂の子。東寺、鞍馬寺の創建に関わる。
- 藤原貞嗣……藤原巨勢麻呂の子。中納言。『日本後紀』の編纂に参加。
- 藤原真作……藤原巨勢麻呂の子。阿波守。
- 藤原三守……藤原巨勢麻呂の孫。真作の子。右大臣。
- 藤原三成……藤原巨勢麻呂の孫。真作の子、三守の同母弟。春宮亮。
- 藤原仲統……三守の子。参議、右兵衛督。
- 藤原諸葛……三守の孫。有統の子。中納言。
- 藤原岳雄……三成の子。左少弁。
- 藤原千乗……岳雄の子。左中弁。
- 藤原季縄……千乗の子。右近衛少将。
- 右近……季縄の子。歌人。
- 藤原玄上……諸葛の子。参議、刑部卿。
- 藤原道明……貞嗣の曾孫。保蔭の子。大納言、右大将。
- 藤原敏行……歌人。
- 藤原元真……歌人。
- 藤原棟世……清少納言の夫の一人。
- 藤原重通……棟世の子。北家の同名人物（大納言）とは別人。
- 藤原菅根……良尚の子。参議、式部大輔。学者、漢詩人。
- 藤原当幹……良尚の子。参議、治部卿。
- 藤原元方……菅根の子。大納言。学者、漢詩人。怨霊伝説で著名。
- 藤原致忠……元方の子。薫物の名手。
- 藤原陳忠……元方の子。『今昔物語集』における受領の逸話で著名。
- 藤原懐忠……元方の子。大納言。
- 藤原重尹……懐忠の子。権中納言。
- 藤原経仲
- 藤原登任……陸奥守。
- 藤原実範……道明の玄孫。文章博士。学者。漢詩人。
- 藤原実兼……実範の孫。季綱の子。蔵人、文章生。通憲（信西）の父。早世。
- 藤原通憲……実兼の子。少納言。出家して信西と称す。学者。平清盛と結び、勢力を伸ばす。
- 藤原俊憲……通憲（信西）の子。参議。学者。
- 藤原貞憲……通憲（信西）の子。権右中弁。
- 藤原成範……通憲（信西）の子。中納言。
- 藤原脩範……通憲（信西）の子。参議。
- 藤原尹明……平治の乱に功績。
- 藤原範季……後白河法皇側近。
  - 藤原美都子……藤原冬嗣室。長良、良房、良相らの母。
  - 藤原盛子……藤原師輔室。伊尹、兼通、兼家らの母。
  - 上東門院小馬命婦……歌人。棟世と清少納言の娘。

　（南家その他）
- 藤原継縄……藤原豊成の子。右大臣。
- 藤原雄友……乙麻呂の孫。大納言。伊予親王の変に連座。
- 藤原乙叡……継縄の子。中納言。伊予親王の変に連座。
- 藤原保則……乙叡の孫。貞雄の子。参議、民部卿。寛政により元慶の乱を鎮撫。
- 藤原清貫……保則の子。大納言。清涼殿落雷事件によって死亡。

#### 式家
- 藤原縄主……中納言。藤原薬子の夫。
- 藤原仲成……種継の子。平城天皇側近。参議。薬子の変で誅される。
- 藤原緒嗣……藤原百川の子。左大臣。
- 藤原綱継……藤原蔵下麻呂の子。参議。兵部卿。
- 藤原吉野……綱継の子。淳和天皇側近。中納言。承和の変で失脚。
- 藤原元利万呂……新羅国王との共謀の嫌疑を受ける。
- 藤原佐世……儒学者。藤原基経側近。阿衡事件に関係。
- 藤原興範……縄主の曾孫。正世の子。参議。
- 藤原枝良……緒嗣の孫。春津の子。参議。
- 藤原忠文……緒嗣の曾孫。枝良の子。参議。征東大将軍。
- 藤原後生……佐世の孫。儒学者、漢詩人。
- 藤原仲文……歌人。
- 藤原明衡……儒学者、漢詩人。
- 藤原敦基……明衡の子。儒学者、漢詩人。
- 藤原成光……明衡の孫。儒学者、漢詩人。
  - 藤原人数……藤原良継の娘。藤原鷲取室。

#### 京家
- 藤原貞敏……藤原浜成の孫。継彦の子。琵琶の名手。
- 藤原冬緒……藤原浜成の孫。豊彦の子。大納言。京家最後の公卿。
- 藤原興風……歌人。
- 藤原忠房……歌人、舞楽家。
- 藤原輔遠……藤原清光の子。氏爵にて問題を起こす。

### 源氏

#### 嵯峨源氏
- 源信……嵯峨天皇皇子。左大臣。
- 源弘……嵯峨天皇皇子。大納言。
- 源常……嵯峨天皇皇子。左大臣。
- 源定……嵯峨天皇皇子。大納言。
- 源明……嵯峨天皇皇子。参議。
- 源生……嵯峨天皇皇子。参議。
- 源鎮……嵯峨天皇皇子。
- 源清……嵯峨天皇皇子。
- 源安……嵯峨天皇皇子。
- 源融……嵯峨天皇第十八皇子。左大臣。
- 源勤……嵯峨天皇皇子。参議。
- 源勝……嵯峨天皇皇子。
- 源希……弘の子。中納言。
- 源悦……弘の子。参議。
- 源興……常の子。
- 源直……常の子。参議、右衛門督。
- 源舒……明の子。参議、左大弁、左中将。
- 源湛……融の子。大納言。
- 源昇……融の子。大納言。
- 源等……希の子。参議、右大弁。歌人。
- 源善……舒の子。右中将。昌泰の変で菅原道真に連坐し左遷。
- 源實……舒の子。
- 源順……定の曾孫。歌人、漢学者。
- 源是茂……融の孫。昇の子。光孝天皇の養子。中納言。
  - 源潔姫……嵯峨天皇皇女。藤原良房室。
  - 源貞姫……嵯峨天皇皇女。
  - 源全姫……嵯峨天皇皇女。

#### 仁明源氏
- 源多……仁明天皇皇子。右大臣。
- 源冷……仁明天皇皇子。参議、左衛門督。
- 源光……仁明天皇皇子。右大臣。
- 源脩……仁明天皇皇孫。琵琶の名手。
- 源興基……仁明天皇皇孫。人康親王の子。参議。

#### 文徳源氏
- 源能有……文徳天皇皇子。右大臣。
- 源行有……文徳天皇皇子。
- 源当時……能有の子。中納言、検非違使別当。
- 源当年……能有の子。名は、源当平とも。左少弁、右衛門佐、検非違使佐、大蔵大輔。
- 源当純……能有の子。従五位上少納言。古今和歌集入選。
- 源相職……当時の子。蔵人頭、左近衛少将、右大弁。
- 源中正……当年の子。従五位上筑前守。後撰和歌集入選。
- 源惟正……相職の子。従三位修理大夫、参議右近衛中将。
- 源兼資……惟正の子。
- 源光清……伊勢神宮と抗争し伊豆に配流。
  - 源昭子……能有の娘。藤原忠平室。師輔、師尹母。
  - 馬内侍……歌人。

#### 清和源氏
- 源兼忠……清和天皇皇孫。貞元親王の子。参議、治部卿。
- 源重之……兼忠の甥。歌人。

#### 陽成源氏
- 源清蔭……陽成天皇皇子。大納言。
- 源兼行……能書家。

#### 光孝源氏
- 源是忠……光孝天皇皇子。中納言。後に親王宣下。式部卿是忠親王。
- 源貞恒……光孝天皇皇子。大納言。
- 源宗于……光孝天皇皇孫。歌人。
- 源公忠……光孝天皇皇孫。右大弁。歌人。
- 源信明……公忠の子。歌人。
- 源清平……是忠親王の子。参議。
- 源正明……是忠親王の子。参議。
- 源相規……光孝天皇曾孫。
- 源兼光……光孝天皇曾孫。
- 源景明……兼光の子。歌人。
- 源兼澄……公忠の孫。歌人。
- 源道済……信明の孫。歌人。
- 源為憲……文学者、漢詩人。
- 源政職……加賀守の時民衆に訴えられる。
  - 源最子……光孝天皇皇女。
  - 源明子……信明の娘。

#### 宇多源氏
- 源庶明……斉世親王の子。中納言。
- 源英明……斉世親王の子。左中将。
- 源宗城……敦固親王の子。
- 源雅信……敦実親王の子。左大臣。
- 源重信……敦実親王の子。左大臣。
- 源時中……雅信の子。大納言。
- 源扶義……雅信の子。参議、左大弁。
- 源時通……雅信の子。権左少弁。倫子の同母兄弟。出家。
- 源時叙……雅信の子。右少将。倫子の同母兄弟。出家。法名寂源。
- 源時方……雅信の子。右兵衛権佐。五辻家や慈光寺家の遠祖。
- 源致方……重信の子。右大弁。
- 源相方……重信の子。権左中弁。
- 源宣方……重信の子。右中将。
- 源道方……重信の子。権中納言。
- 源済政……時中の子。右中将、後に受領。雅楽家。
- 源朝任……時中の子。参議、右兵衛督、検非違使別当。歌人。
- 源経頼……扶義の子。参議、左大弁。「左経記」の著者。
- 源雅通……時通の子。右中将。
- 源経長……道方の子。権大納言。
- 源経信……道方の子。大納言。歌人。
- 源俊頼……経信の子。歌人。
- 源基綱……経信の子。権中納言。琵琶の名手。
- 源資通……時中の孫。済政の子。参議、左大弁。大宰大弐。勘解由長官。歌人。雅楽家。
- 源師賢……資通の子。蔵人頭、左中弁。歌人、雅楽家。
- 源政長……資通の子。左少将、内蔵頭、刑部卿。
- 源有賢……政長の子。従三位。宮内卿。雅楽家。蹴鞠にも通ず。
- 源資賢……有賢の子。権大納言。後白河法皇近臣。庭田家・綾小路家・大原家の遠祖。
- 源通家……資賢の子。左少将。
- 源雅賢……資賢の孫。通家の子。参議。
- 源有雅……雅賢の子。権中納言。後鳥羽院近臣。承久の乱で合戦張本公卿とされ、鎌倉方に処刑される。
- 源兼昌……歌人。
- 源仲章……時方の子孫。文章博士。後鳥羽院近臣。源実朝の侍読。鎌倉幕府政所別当。実朝とともに暗殺される。
  - 源順子……宇多天皇皇女。藤原忠平室。
  - 源倫子……雅信の娘。藤原道長室。頼通、教通母。

#### 醍醐源氏
- 源高明……醍醐天皇第十皇子。左大臣。安和の変で失脚。『西宮記』の著者。
- 源兼明……醍醐天皇皇子。左大臣。後に親王宣下されて政治の中枢から追われる。中務卿兼明親王。
- 源自明……醍醐天皇皇子。参議。
- 源博雅……克明親王の子。左中将、従三位。皇后宮権大夫。管弦の名手。
- 源重光……代明親王の子。権大納言。
- 源保光……代明親王の子。中納言。
- 源延光……代明親王の子。権大納言。
- 源忠清……有明親王の子。参議。
- 源正清……有明親王の子。左中将。円融天皇の蔵人頭。
- 源泰清……有明親王の子。左京大夫、従三位。
- 源則忠……盛明親王の子。
- 源明理……重光の子。左少将。藤原伊周室の兄弟。後に改名して源長経。左京大夫。受領。
- 源方理……重光の子。右少将。藤原伊周室の兄弟。
- 源則理……重光の子。
- 源伊陟……兼明の子。中納言。
- 源俊賢……高明の子。権大納言。
- 源経房……高明の子。権中納言。
- 源実基……経房の子。左中将。
- 源顕基……俊賢の子。権中納言。
- 源隆国……俊賢の子。権大納言。歌人。
- 源経成……重光の孫。長経（明理）の子。権中納言。
- 源資綱……顕基の子。中納言。
- 源隆俊……隆国の子。権中納言。
- 源隆綱……隆国の子。参議、右中将。
- 源俊明……隆国の子。大納言。
- 源重資……経成の子。権中納言。
- 源家賢……資綱の子。権中納言。
- 源道良……資綱の子。従三位。
- 源俊実……隆俊の子。権大納言。
- 源能俊……俊明の子。大納言。
- 源俊雅……能俊の子。参議、左大弁。
- 源兼長……則忠の孫。歌人。
- 源章任
- 源国明……俊明の養子。本姓藤原氏。
- 源高実……摂関家の家司。
- 源長季……高明の曾孫。摂関家の家司。
- 源盛長……長季の子。摂関家の家司。
- 源盛経……盛長の子。摂関家の家司。
- 源盛家……盛長の子。
- 源盛行……長季の孫。
  - 源兼子……醍醐天皇皇女。
  - 源明子……高明の娘。藤原道長室。頼宗、顕信、能信、長家母。
  - 成尋阿闍梨母……俊賢の娘。
  - 源隆子……源隆俊の娘。源顕房室。雅実、師子母。
  - 源懿子……源高雅の娘。藤原長家室。

#### 村上源氏
- 源昭平……村上天皇皇子。右兵衛督。後に源兼明と同時に親王宣下。昭平親王。
- 源憲定……為平親王の子。従三位、右兵衛督。
- 源頼定……為平親王の子。参議、左兵衛督、検非違使別当。
- 源顕定……為平親王の子。
- 源成信……致平親王の子。右中将。出家。
- 源師房……具平親王の子。右大臣。
- 源俊房……師房の長男。左大臣。
- 源顕房……師房の次男。右大臣。
- 源師忠……師房の四男。大納言。
- 源師頼……俊房の子。大納言。小野宮大納言。
- 源師時……俊房の子。権中納言。『長秋記』を書き遺す。
- 源師俊……俊房の子。師忠養子。権中納言。
- 源雅実……顕房の子。太政大臣。
- 源顕仲……顕房の子。従三位。歌人。
- 源雅俊……顕房の子。権大納言。
- 源国信……顕房の子。権中納言。歌人。
- 源信雅……顕房の子。
- 源顕雅……顕房の子。権大納言。
- 源雅兼……顕房の子。権中納言。
- 源雅光……顕房の子。歌人。
- 源師隆……師忠の子。
- 源師教……師頼の子。
- 源師光……師頼の子。
- 源顕通……雅実の子。権大納言。
- 源雅定……雅実の子。右大臣。
- 源顕親……雅俊の子。
- 源顕国……国信の子。歌人。
- 源成雅……信雅の子。保元の乱で崇徳上皇方。
- 源師行……師時の子。
- 源師仲……師時の子。権中納言。平治の乱で藤原信頼方。
- 源雅通……顕通の子。雅定の養子。内大臣。
- 源雅頼……雅兼の子。権中納言。
- 源定房……雅兼の子。雅定の養子。大納言。
- 源顕信……国信の孫。正三位。
- 源兼忠……雅頼の子。権中納言。
- 源顕兼……雅兼の曾孫。『古事談』の編者。
- 源通親……雅通の子。内大臣。村上源氏の最盛期を示現。
- 源通資……雅通の子。権大納言。
- 源通宗……通親の一男。参議、左中将。
- 源通具……通親の二男。大納言。堀川家の祖。
- 源通光……通親の三男。太政大臣。久我家の祖。
- 源定通……通親の四男。内大臣。土御門家の祖。
- 源通方……通親の五男。大納言。中院家の祖。
  - 源妧子……師房の長女。藤原通房室。歌人「土御門右大臣女」。
  - 源澄子……師房の次女。
  - 源麗子……師房の四女。藤原師実室、師通母。
  - 源方子……俊房の娘。藤原長実室、得子母。
  - 源師子……顕房の娘。藤原忠実室、忠通母。
  - 待賢門院堀河……源顕仲の娘。歌人。
  - 皇嘉門院別当……源俊隆の娘。歌人。
  - 後鳥羽院宮内卿……源師光の娘。歌人。

#### 三条源氏
- 源基平……敦明親王の子。参議、侍従。
- 源信宗……敦明親王の子。左中将。
- 源季宗……基平の子。従三位。侍従。春宮権大夫。
- 源行宗……基平の子。従三位。大蔵卿。

#### 後三条源氏
- 源有仁……輔仁親王の子。左大臣。

#### その他源氏
- 源久曾……系不詳。歌人。

### 平氏

#### 桓武平氏
- 平高棟……葛原親王の子。大納言。平姓を賜り臣籍降下。
- 平善棟……葛原親王の子。平姓を賜り臣籍降下。
- 平好風……仲野親王孫。平姓を賜り臣籍降下。
- 平貞文……好風の子。左兵衛佐。歌人。
- 平惟範……高棟の子。中納言。右大将。
- 平季長……高棟の子。蔵人頭右大弁。宇多天皇近臣。
- 平時望……惟範の子。中納言。
- 平伊望……惟範の子。大納言。
- 平惟仲……時望の孫。中納言。藤原道長側近。
- 平生昌……惟仲の弟。
- 平親信……時望の孫。参議。『親信卿記』作者。
- 平棟仲……親信の孫。歌人。
- 平基綱……歌人。
- 平定親……親信の孫。理義の子。文章博士。式部大輔。右大弁。学者。漢詩人。
- 平定家……親信の曾孫。行義の孫。行親の子。右衛門権佐。関白藤原頼通の家司。『定家朝臣記』著者。
- 平知信……経方の子。出羽守。『平知信朝臣記』作者。
- 平時範……定家の子。右大弁。『時範記』作者。
- 平実親……時範の子。参議、左大弁。大宰大貳。勘解由長官。
- 平時信……知信（行義の曾孫）の子。兵部権大輔。『時信記』作者。高倉天皇外祖父。贈左大臣。
- 平範家……実親の子。右大弁。従三位。
- 平信範……知信の子。時信の弟。正三位。兵部卿。摂関家の家司。『兵範記』作者。
- 平時忠……時信の子。高倉・安徳天皇側近。権大納言。義兄の平清盛と協調して権勢を極める。
- 平親宗……時信の子。中納言。後白河法皇近臣。
- 平信基……信範の子。内蔵頭。平家都落ちに同行。配流。
- 平信季……信範の子。少納言。右大臣藤原兼実の家司。
- 平時実……時忠の子。左中将。解官。配流。帰京の後、従三位。
- 平時家……時忠の子。右少将。上総国に配流。源頼朝側近。
- 平親国……親宗の子。従三位。
- 平親長……親宗の子。正三位。
- 平親範……範家の子。参議、民部卿。大原に隠棲。
- 平基親……親範の子。左大弁。從三位。兵部卿。後白河法皇近臣。
- 平親房……基親の子。
- 平経高……『平戸記』作者。
  - 出羽弁……季信の娘。歌人。
  - 周防内侍……棟仲の娘。歌人。
  - 平時子……時忠の姉。平清盛の妻。

#### 仁明平氏
- 平希世……雅望王の子。右中弁、内蔵頭。延長八年の清涼殿落雷事件で顔を焼かれ卒去。
- 平随時……雅望王の子。参議、大宰大弐。

#### 光孝平氏
- 平中興……歌人。実父は桓武平氏の平季長。
- 平元規……歌人。中興の子。
- 平兼盛……歌人。三十六歌仙の一人。

#### その他平氏
- 平為成……歌人。
- 平康頼……後白河法皇側近。
- 平知康……後白河法皇側近。
- 平業忠……後白河法皇側近。
- 平盛時……源頼朝の右筆。
  - 平中興女……平中興の娘。歌人。
  - 赤染衛門……赤染時用の娘だが、実の父は平兼盛とされる。歌人。

### 橘氏
- 橘氏公……橘嘉智子（檀林皇后）の弟。右大臣。
- 橘常主……参議。弘仁格式の編纂に参加。
- 橘永継……伊予親王の変に連座。
- 橘永名……永継の弟。従三位。
- 橘逸勢……永継の弟。能書家。承和の変で失脚。
- 橘岑継……氏公の子。中納言。
- 橘広相……学者。参議。
- 橘澄清……良基の子。中納言。
- 橘良殖……常主の孫。安吉雄の子。参議、宮内卿。
- 橘公頼……広相の子。中納言、大宰権帥。天慶の乱鎮圧に活躍。
- 橘敏通……公頼の子。天慶の乱鎮圧に活躍。
- 橘好古……広相の孫。公材の子。大納言。
- 橘恒平……参議。橘氏として最後の公卿。
- 橘仲遠……歌人。
- 橘繁延……安和の変に連座。
- 橘則光……敏政の長男。清少納言の夫の一人。則隆の兄。
- 橘則隆……則光の弟。藤原道長側近。
- 橘則長……則光と清少納言の子。
- 橘永愷……歌人。能因法師。
- 橘則季……則長の子。則光と清少納言の孫。
- 橘俊通……菅原孝標女の夫。
- 橘道貞……藤原道長の家司。
- 橘為仲……歌人。
- 橘俊綱……歌人。実は藤原頼通の子。
  - 小式部内侍……橘道貞の娘。母は和泉式部。歌人。

### 大江氏
- 大江音人……学者、歌人。参議。大枝氏を大江氏に改める。
- 大江千里……学者、歌人。音人の子。
- 大江千古……学者、歌人。音人の子。
- 大江維時……学者、歌人。中納言。千古の子。
- 大江朝綱……学者、書家。参議。音人の孫。玉淵の子。
- 大江嘉言……仲宣の子。歌人。
- 大江正言……仲宣の子。歌人。大学允。
- 大江以言……仲宣の子。漢詩人。式部権大輔。
- 大江斉光……学者。維時の子。参議、左大弁、式部大輔。
- 大江匡衡……儒者、歌人。維時の孫。重光の子。斉光の甥。式部大輔。
- 大江為基……斉光の子。歌人。摂津守。三河守。
- 大江挙周……学者。匡衡の子。式部権大輔。
- 大江成衡……挙周の子。従四位上。
- 大江匡房……学者。成衡の子。権中納言。
- 大江維順……学者。匡房の子。式部権大輔。
- 大江維光……学者。維順の子。式部大輔。
- 大江広元……学者。維光の子。初め中原氏を称し、中原広元と名乗る。建保四年（1216年）に大江氏に改姓。鎌倉幕府草創の功臣。
- 大江親広……広元の子。
- 大江公景……公盛の子。歌人。
  - 和泉式部……大江雅致の娘。歌人。

### 菅原氏
- 菅原古人……学者。菅原氏の始祖。
- 菅原清公……学者。古人の子。従三位。左京大夫。遣唐使。
- 菅原是善……学者。清公の子。参議。
- 菅原道真……右大臣・内覧のち大宰権帥。学者、詩人。是善の子。後世に神格化。
- 菅原高視……学者。道真の子。大学頭。
- 菅原文時……学者。道真の孫、高視の子。式部大輔、従三位。
- 菅原在躬……学者。道真の孫、淳茂の子。勘解由長官。
- 菅原輔正……学者。道真の曾孫、淳茂の孫、在躬の子。参議、式部大輔。
- 菅原資忠……学者。道真の曾孫、高視の孫、雅規の子。右中弁。
- 菅原宣義……学者。文時の孫、惟熙の子。文章博士。
- 菅原孝標……学者。資忠の子。常陸介。
- 菅原定義……学者。孝標の子。文章博士。大学頭。
- 菅原在良……学者。定義の子。式部大輔。
- 菅原為長……学者。参議。
  - 菅原孝標女……作家。『更級日記』の著者。藤原道綱母の姪。

### 伴氏（大伴氏）
- 大伴弟麻呂……征夷大将軍。
- 伴国道……大伴古麻呂の孫。大伴継人の子。参議。大伴氏を伴氏に改姓。
- 伴善男……国道の子。大納言。応天門の変で失脚。
- 伴健岑……恒貞親王側近。承和の変で失脚。
- 伴保平……春雄の子。参議、大蔵卿。

### 小野氏
- 小野岑守……学者。漢詩人。参議。
- 小野篁……岑守の子。学者、歌人。参議。
- 小野好古……武人、歌人。参議、大宰大弐。
- 小野道風……好古の弟。能書家。
  - 小野小町……歌人、六歌仙。

### 紀氏
- 紀古佐美……征東大将軍。大納言。
- 紀勝長……梶長より改名。中納言。
- 紀広浜……古佐美の子。参議。武人。
- 紀百継……木津魚の子。参議。
- 紀夏井……能書家。地方官として業績あり。
- 紀長谷雄……学者。中納言。
- 紀淑光……長谷雄の子。参議、右大弁、宮内卿。
- 紀淑望……長谷雄の子。儒者、歌人。
- 紀淑人……長谷雄の子。藤原純友とともに西国に下向。
- 紀在昌……長谷雄の孫。儒学者。
- 紀興道……廷臣。
- 紀有友……興道の子。歌人。
- 紀友則……有友の子。歌人、『古今集』編者。
- 紀貫之……歌人、『古今集』編者。
- 紀時文……貫之の子。歌人。
- 紀友則……歌人。
- 紀利貞……歌人。
- 紀輔時……歌人。
- 紀望行……歌人。
- 紀延武……大工。
- 紀木津魚……武人。
- 紀惟岳……歌人。
- 紀長田麻呂……廷臣。
- 紀真人……武人。
- 紀真丘……廷臣。
- 紀名虎……廷臣。
- 紀春主……廷臣。
- 紀文幹……歌人。
- 紀椿守……廷臣。
- 紀有世……廷臣。
- 紀真貞……紀伊国在田郡の郡司
- 紀咋麻呂……廷臣。
- 紀秋峰……歌人。
- 紀田上……廷臣。
- 紀作良……廷臣。
- 紀斉名……儒学者。
- 紀宣明……廷臣。
- 紀輔任……石清水八幡宮俗別当。
- 紀康宗……歌人。
- 紀奉光……池田奉光。池田氏の先祖。
- 紀奉永……奉光の子。
  - 紀乙魚
  - 紀吉継

### 在原氏
- 在原行平……阿保親王の子。中納言。歌人。
- 在原業平……阿保親王の子。行平の弟。蔵人頭、右中将。歌人、六歌仙。『伊勢物語』の主人公に擬せられる。
- 在原友于……行平の子。参議、大宰權帥。
- 在原棟梁……歌人。業平の子。
- 在原滋春……歌人。業平の子。
- 在原元方……歌人。棟梁の子。

### 清原氏
- 清原夏野……清原氏の創始者の一人。右大臣。
- 清原長谷……清原氏の創始者の一人。参議、左衛門督。
- 清原令望……出羽清原氏の祖とされる人物。
- 清原深養父……歌人。
- 清原春光……深養父の長男。
- 清原元輔……深養父の孫（子とする説も有り）、春光の子。歌人。
- 清原致信……元輔の子。
  - 清少納言……元輔の娘。作家、歌人。

### 文室氏（文屋氏）
- 文室大原……武人。後に三諸姓を賜る。
- 文室綿麻呂……大原の子。武人。中納言、右大将。征夷大将軍。
- 文室秋津……大原の子。綿麻呂の弟。参議、春宮大夫。承和の変で失脚。
- 文室宮田麻呂……大原の子。無実の罪で配流される。
- 文室巻雄……綿麻呂の子。武人。
- 文室助雄
- 文室有房……元慶の乱鎮定に功あり。
- 文屋康秀……歌人、六歌仙。
- 文屋朝康……康秀の子。歌人。

### 坂上氏
- 坂上田村麻呂……武人。大納言、右大将。征夷大将軍。
- 坂上大野……田村麻呂の長男。
- 坂上広野……田村麻呂の次男。
- 坂上浄野……田村麻呂の三男。
- 坂上正野……田村麻呂の四男。
- 坂上当道……浄野の子。広野の子ともされる。
- 坂上是則……歌人。
- 坂上望城……歌人。是則の子。

### 高階氏
- 高階成忠……高階良臣の子。東宮学士。式部大輔。従二位。
- 高階敏忠……良臣の子。右衛門権佐。
- 高階信順……成忠の子。東宮学士。右中弁。長徳の変で左遷されるが、後に赦免。左中弁。従四位上。
- 高階道順……成忠の子。右兵衛佐。長徳の変で左遷。
- 高階明順……成忠の子。但馬守。伊予守。
- 高階積善……成忠の子。紀伝道の学者、文人。左少弁。民部大輔。
- 高階業遠……敏忠の子。丹波守。春宮権亮。藤原道長の家司。
- 高階成章……業遠の子。紀伊守。春宮大進。阿波守。伊予守。大宰大弐。正三位。大弐三位の夫。
- 高階経重……明順の子。源頼義の後任の陸奥守。
- 高階為家……成章の子。越後守、播磨守、近江守、越前守、備中守、但馬守、加賀守、丹波守などを歴任。白河院近臣。
- 高階仲行……仲範の子。藤原忠実の側近。藤原頼長、師長の家司。『富家語』を筆録。
- 高階泰経……泰重の子。大蔵卿。正三位。後白河法皇側近。
  - 高階貴子……高階成忠の娘。藤原道隆室。歌人。
  - 康資王母……高階成順の娘。歌人。
  - 源兼俊母……高階成順の娘。歌人。

### 安倍氏
- 安倍三寅
- 安倍兄雄……観察使。左中将。
- 安倍寛麻呂……参議。大宰大弐。
- 安倍安仁……寛麻呂の子。大納言、右大将、民部卿。
- 安倍真勝……『新撰姓氏録』の編纂に携わる。
- 安倍真直……『大同類聚方』を選上。真勝と兄弟。
- 安倍房上

### 小槻氏
- 小槻糸平……阿保今雄の三男。
- 小槻忠臣
- 小槻奉親……忠臣の子。
- 小槻孝信
- 小槻祐俊……孝信の子。
- 小槻隆職……壬生家の祖。
- 小槻広房……大宮家の祖。

### 中原氏
- 中原成通……武人。明経博士。
- 中原師遠……中原師平の子。大外記。明経博士。
- 中原師元……師遠の子。大外記。明経博士。
- 中原頼季……頼成の子。左大史。
- 中原親能……源頼朝側近。
- 中原季時……親能の子。

### その他の氏族
- 石川真守……蘇我馬子七世の孫。石川氏最後の公卿。
- 和気清麻呂……宇佐八幡宮神託事件で左遷されるも、後に中央政界に復帰し活躍。
- 和気広虫……清麻呂の姉。法均尼。弟とともに左遷される。
- 和気真綱……清麻呂の子。参議、右大弁。
- 石上家成……物部氏の流れを汲む。従三位となるも散位官で終わる。
- 上友延……または友信。蔵人所小舎人。不祥事を起こし拘禁される。
- 高倉殿継……遣渤海使。
- 秋篠安人……桓武天皇側近。参議。『続日本紀』の編纂に携わる。
- 菅野真道……桓武天皇側近。参議。『続日本紀』の編纂に携わる。
- 巨勢野足……初代蔵人頭。中納言。蝦夷征討にも活躍。
- 斎部広成……『古語拾遺』を著す。
- 物部足継……下総国の豪族。弘仁2年の蝦夷征討の鎮守副将軍。
- 春原五百枝……安貴王の孫。市原王の子。参議、中務卿。
- 多治比今麻呂……多治比土作の子。参議、大宰帥。
- 三原春上……三原弟平の子。参議。
- 朝野鹿取……忍海鷹取の子。朝野道長の養子。参議。
- 滋野貞主……参議、式部大輔、宮内卿。『秘府略』、『経国集』を選上。
- 春澄善縄……伊勢国員弁郡少領猪名豊雄の子。文章博士。参議、式部大輔。学者。
- 良岑安世……桓武天皇の皇子。大納言。『日本後紀』の編纂に携わる。
- 良岑衆樹……安世の孫。晨直の子。参議、治部卿。
- 山田古嗣……『日本後紀』の編纂に携わる。
- 南淵弘貞……参議、刑部卿。
- 南淵年名……南淵永河の子あるいは弘貞の子。大納言。『貞観交替式』、『日本文徳天皇実録』の編纂に携わる。
- 大宅鷹取……応天門の変において伴善男を訴える。
- 貞登……仁明天皇の皇子。初め源姓を賜るが後に改姓。
- 島田忠臣……漢詩人。菅原道真の師。
- 島田宣来子……忠臣の娘。菅原道真正室。
- 武蔵武芝……武蔵国の在庁官人。源経基と対立し、承平の乱の遠因となる。
- 大蔵善行……学者。藤原基経・時平・忠平らの師。
- 大蔵春実……天慶の乱鎮定に活躍。
- 慶滋為政……儒学者、歌人。
- 三善康信……源頼朝側近。
- 惟宗忠康……摂関家に仕える。島津氏祖とも。
- 惟宗広言……歌人。島津氏祖とも。
- 下野公忠……近衛。藤原頼通の護衛。
- 狛則康……狛光時の子。舞人。
- 桜島忠信……薩摩守。本朝文粋に『桜島忠信落書』として落書が収録されている。
- 宮道弥益……宮内大輔。醍醐天皇の外曽祖父。
- 宮道列子……弥益の娘。藤原高藤正室。

## 文化人・宗教家

### 僧侶

#### 天台宗
- 最澄……比叡山延暦寺。伝教大師。入唐八家の一。
- 円澄……最澄受戒者の上首。天台座主第二代。
- 光定
- 義真……初代・天台座主。
- 安慧……天台座主。
- 円仁……日本で初めの大師号。慈覚大師。「入唐求法巡礼行記」。
- 円載
- 円珍……天台座主。
- 遍昭……歌人、六歌仙。俗名・良岑宗貞。桓武天皇の皇孫。
- 素性……歌人。遍昭の子。
- 安然
- 増命
- 尊意
- 延昌
- 賀静……法性寺座主。死後、怨霊として恐れられる。
- 桓算……怨霊伝説で知られる。賀静を元に創作された架空の人物とも。
- 浄蔵……平将門の乱を調伏。
- 性空
- 千観
- 良源……延暦寺の中興の祖。慈恵大師、元三大師。
- 蔵賀
- 余慶……天台座主。
- 日延……呉越より符天暦を伝える。
- 源信……浄土真宗七高僧の一人。
- 願西尼……源信の姉。
- 願証尼……源信の妹。
- 尋禅……天台座主。藤原師輔の子。
- 清胤
- 慶円……天台座主。
- 勧修
- 明救……天台座主。
- 覚運
- 慶祚
- 源賢……源満仲の子。歌人としても著名。
- 覚超
- 皇慶……台密谷流の祖。
- 寛印……台密龍禅院流の祖。
- 良暹……歌人。
- 寂照……俗名・大江定基。入宋して現地で歿す。
- 明尊……天台座主。
- 心誉……園城寺長吏
- 桓舜……権大僧都
- 寂源……源雅信の子。右少将源時叙。大原勝林院を再興。大原入道少将。
- 道命……歌人。藤原道綱の子。
- 明快……天台座主。
- 頼豪……怨霊伝説で著名。
- 戒秀……花山院殿上法師、祇園社別当。清原元輔の子。
- 覚助……四天王寺別当。藤原道雅の子。
- 成尋……善慧大師。入宋して現地で歿す。
- 覚尋……天台座主。
- 覚円……天台座主、法勝寺別当。藤原頼通の子。
- 増誉……天台座主。藤原経輔の子。
- 仁覚……天台座主。源師房の子。
- 覚猷……天台座主。鳥獣戯画の作者。鳥羽僧正とも。
- 行尊……歌人。天台座主。
- 明覚……悉曇学の祖。
- 忠尋……天台座主。
- 澄真……藤原師実の子。
- 皇覚……椙生流の開祖。
- 仁実……天台座主。
- 行玄……青蓮院を創始する。藤原師実の子。
- 行慶……園城寺長吏。白河天皇の子。
- 源光……法然が最初に師事。
- 皇円……法然が師事。『扶桑略記』の編纂者とされる。
- 叡空……黒谷流の開祖。法然が師事。
- 明雲……天台座主。法住寺合戦で戦死。
- 俊堯……天台座主。
- 延朗
- 顕真……天台座主。
- 覚阿
- 公胤……号明王院。鎌倉将軍家の帰依を受ける。
- 全真……平時子猶子。通称・二位法眼。
- 慈円……天台座主。「愚管抄」の著者。
- 澄憲……信西の子。
- 忠快……平教盛の子。小川流の開祖。
- 真性……以仁王の子。
- 行意……園城寺長吏、歌人。藤原基房の子。
- 慶政

#### 真言宗
- 空海……高野山金剛峯寺。弘法大師。入唐八家の一。
- 杲隣……伊豆修禅寺の開祖。
- 実恵
- 泰範
- 真紹
- 円行……入唐八家の一。
- 恵運……入唐八家の一。
- 真雅……東寺長者。空海の弟。法光大師。
- 真済
- 真然……東寺長者。空海の甥。
- 宗叡……入唐八家の一。
- 源仁
- 承俊
- 益信
- 聖宝……真言宗当山派修験道の開祖。
- 会理……仏像・仏画の名手。
- 観賢……般若寺僧正。
- 延性
- 神日
- 貞崇
- 寛空
- 淳祐
- 定昭
- 元杲
- 寛朝……広沢僧正。宇多天皇の孫。敦実親王の子。
- 雅真
- 真興……東密小島流の祖。
- 雅慶……東大寺別当。宇多天皇の孫。敦実親王の子。
- 奝然
- 仁海……真言小野流の開祖。
- 明観
- 済信
- 定誉
- 覚源……花山天皇の子。
- 長信……藤原道長の子。
- 明算
- 範俊
- 良禅
- 寛助
- 寛意
- 兼俊
- 定海
- 寛信
- 元海
- 覚鑁……真言宗中興の祖。新義真言宗始祖。
- 寛遍
- 勝覚……源俊房の子。仁寛の兄。
- 仁寛……源俊房の子。勝覚の弟。真言立川流の開祖。
- 兼海……伝法院流の発展に貢献。
- 任覚……東寺長者。
- 顕昭……歌人。藤原顕季の養子。
- 心覚
- 俊証……東寺長者
- 勝賢……信西の子。
- 文覚……元武士。源頼朝に挙兵を促す。
- 覚海
- 俊寛……僧都。鹿ケ谷での謀議が露見、流罪に。
- 玄証
- 良遍
- 範玄……藤原為業（北家長良流）の子。歌人。
- 親巌……東大寺別当。
- 俊海……歌人。藤原俊成の弟。
- 寂蓮……歌人。俊海の子。
- 良弘……安徳天皇護持僧。
- 上覚……神護寺復興に尽力する。
- 静遍……平頼盛の子。
- 道尊……以仁王王子。蓮華光院開基。

#### 法相宗
- 徳一……藤原仲麻呂の子。
- 玄賓
- 護命……小塔院僧正。
- 延鎮
- 修円……興福寺別当。
- 霊仙
- 静安
- 法蔵……東大寺別当。
- 仲算
- 仁宗
- 隆禅……興福寺大乗院の開創。
- 明暹……藤原明衡の子。
- 尋範……興福寺別当。藤原師実の子。
- 信実……興福寺上座。「日本一悪僧武勇」。
- 蔵俊……興福寺別当。
- 覚憲……興福寺別当。信西の子。
- 信円……興福寺別当。藤原忠通の子。
- 貞慶……解脱上人、笠置寺上人。
- 良円……興福寺別当。藤原兼実の子。
- 実尊……興福寺別当。藤原基房の子。

#### 三論宗
- 勤操
- 玄叡
- 道詮
- 安澄
- 永観

#### 律宗
- 如宝……鑑真とともに来日した渡来僧。
- 豊安

#### 華厳宗
- 明恵……法諱は高弁。栂尾上人。上覚の甥。
- 喜海……明恵の弟子。

#### 融通念仏宗
- 良忍……天台系の大原声明の完成者。来迎院。大念仏寺。融通念仏の祖。

#### 禅宗
- 義空……檀林皇后の招聘により唐より渡来。
- 栄西……臨済宗の開祖。
- 能忍……日本達磨宗の開祖。
- 退耕行勇……栄西門弟。
- 道正……曹洞宗に帰依。
- 明全……栄西門弟。

#### 浄土宗
- 法然……浄土真宗七高僧の一人。浄土宗の開祖。
- 隆寛……法然門弟。
- 住蓮……法然門弟。
- 遵西……法然門弟。
- 弁長……法然門弟。
- 幸西……法然門弟。
- 信空……法然門弟。
- 証空……法然門弟。
- 源智……法然門弟。
- 長西……法然門弟。

#### 浄土真宗
- 親鸞……浄土真宗の開祖。
- 明法……親鸞の弟子。二十四輩の一。
- 性信……親鸞の弟子。二十四輩の一。

#### 修験道
- 湛快……熊野別当。
- 湛増……熊野別当。
- 行命……熊野社僧。
- 行遍……熊野社僧。歌人。

#### その他の僧侶
- 善珠……秋篠寺の開祖。
- 満願……諸国神宮寺の創建に功績あり。
- 明一
- 勝道……日光山開山。
- 光意……河内国弘川寺に住す。
- 常騰
- 常暁……入唐八家の一。
- 願暁……聖宝が師事。
- 道昌……法輪寺開山。
- 行教……石清水八幡宮を勧請する。
- 善愷……法隆寺の僧。善愷訴訟事件の契機を作る。
- 空也……民間に浄土教を広める。
- 安法……歌人。嵯峨源氏。
- 恵慶……歌人。
- 喜撰……歌人、六歌仙。
- 増基……歌人。
- 行円……民間に法華経信仰を広める。
- 延円……藤原義懐の子。仏画に秀でる。
- 素意……俗名・藤原重経。歌人。
- 円空……伯耆国。弘瀬寺の僧。
- 実範
- 珍海
- 乗丹坊……慧日寺衆徒頭。
- 覚仁……東大寺威儀師。
- 頼源……絵仏師。
- 寂超……歌人。『今鏡』作者と推定。
- 俊恵……歌人。
- 西行……元武士。歌人。『新古今集』最多入集。
- 西光……鹿ケ谷での謀議の首謀者の一人。
- 重源……東大寺の復興を指導。
- 慶円……三輪上人。神仏両部思想を確立。
- 能円……法勝寺執行。平家とともに行動し流罪となる。
- 静賢……信西の子。後白河法皇側近。
- 明遍……信西の子。蓮花三昧院を開創。
- 俊芿……泉涌寺を開基。

### 仏師
- 康尚……仏師職の祖とされる僧。
- 定朝……康尚の子。寄木造技法を完成させる。
- 覚助……定朝の子（一説に弟子）。七条仏所の祖。
- 院助……覚助の子。院派の祖。
- 長勢……定朝の弟子。円派の祖。
- 院尊……院派の仏師。
- 明円……円派の仏師。
- 康助……三十三間堂の造仏を指揮。
- 康慶……康助の弟子。慶派の仏師。
- 運慶……康慶の子。慶派を代表する仏師。

### 神職

#### 神宮祠官
多くが大中臣氏の世襲。
- 大中臣安則……大中臣道雄の子。伊勢祭主。神祇伯。
- 大中臣頼行……安則の子。伊勢大宮司。
- 大中臣頼基……伊勢祭主。歌人。
- 大中臣能宣……頼基の子。伊勢祭主。歌人。
- 大中臣輔親……能宣の子。伊勢祭主。歌人。
- 大中臣兼興……理平の子。伊勢祭主。斎宮頭。
- 大中臣公隆……公義の子。伊勢大宮司。伊勢守。
- 大中臣親仲……親定の子。神祇権大副。
- 大中臣親章……親仲の子。伊勢祭主。従三位。
- 大中臣親隆……親仲の子。伊勢祭主。正三位。
- 大中臣能隆……親隆の子。伊勢祭主。従二位。
  - 伊勢大輔……輔親の娘。歌人

#### 熱田神宮
大宮司家は藤原南家の世襲に。
- 藤原季範……藤姓熱田大宮司職初代。
- 藤原範忠……季範の子。藤姓熱田大宮司職二代。
  - 由良御前……源義朝の正室。源頼朝の母。

#### 住吉大社
大宮司家は津守氏。
- 津守国基……住吉大社宮司。歌人。

#### 宗像大社
- 大宮司家は宗像氏。
- 宗形清氏……初代宗像大宮司とされる人物。
- 宗形氏男
- 宗形氏世
- 宗形氏高
- 宗形氏助
- 宗形氏季
- 宗形氏道
- 宗形氏尚
- 宗形氏信
- 宗像氏実……鎌倉幕府御家人となる。
- 宗像氏国

### 陰陽家

#### 賀茂朝臣氏
- 賀茂忠行……安倍晴明の師。
- 賀茂保憲……忠行の子。
- 賀茂光栄……保憲の子。

#### 安倍氏
- 安倍晴明……平安期を代表する陰陽家。
- 安倍吉平……晴明の長男。
- 安倍吉昌……晴明の次男。
- 安倍宗明……晴明の玄孫。
- 安倍泰長……晴明の玄孫。
- 安倍泰親……泰長の子。その名声により「指御子」と呼ばれる。
- 安倍宗明……親宗の子。宗明流の祖。
- 安倍広賢……宗明の子。天文博士。

#### その他
- 智徳法師
- 道満

### 学者
- 讃岐永直
- 都良香
- 巨勢文雄
- 三善清行……文章博士。式部大輔。参議、宮内卿。
- 惟宗直本
- 惟宗允亮
- 慶滋保胤

### 歌人
- 大友黒主（大伴黒主）……六歌仙。
- 壬生忠岑……『古今集』編者。
- 壬生忠見
- 春道列樹
- 曽禰好忠
- 凡河内躬恒……『古今集』編者。
- 猿丸大夫
- 蝉丸
- 中務
- 檜垣嫗
- 祐子内親王家紀伊
- 相模
- 小大君

### その他
- 磯禅師……白拍子。
- 多自然麿……楽家。
- 尾張浜主……楽家。
- 包平……刀工。
- 鴨長明……随筆家。歌人。
- 百済河成……画家。
- 巨勢金岡……画家。
- 静御前……白拍子。磯禅師の娘。源義経の愛妾。
- 丹波康頼……医家。
- 友成……刀工。
- 豊原時秋……楽家。
- 波平行安……刀工。
- 正恒……刀工。

## 武士

### 武士の黎明期の人々

#### 藤原氏
- 藤原純友……瀬戸内の制海権を握る。
- 藤原純乗……純友の弟。
- 藤原恒利……純友の郎党。
- 藤原秀郷……平将門追討の命を受ける。俵藤太。
- 藤原為憲……平将門追討に活躍。伊東氏、工藤氏、二階堂氏等の祖。
- 藤原玄明……平将門の与党。
- 藤原玄茂……平将門の与党。
- 藤原利仁……鎮守府将軍。北陸に勢力を張る。
- 藤原保昌……藤原道長配下の四天王に挙げられる。
- 藤原保輔……保昌の弟。大盗賊「袴垂保輔」として著名。
- 藤原盛重……白河院北面武士。
- 藤原宗円……下野国宇都宮別当職に任じ宇都宮氏の祖となる。
- 藤原資家……下野国那須郡を賜り那須氏の祖となる。

#### 坂東平氏
- 平高望……桓武天皇の曾孫。桓武平氏の祖。
- 平国香……高望の長男。坂東平氏。常陸大掾。将門の伯父。
- 平良兼……高望の二男。坂東平氏。上総介。将門の伯父。
- 平良将……高望の三男。良持とする記録もある。坂東平氏。鎮守府将軍。将門の父。
- 平良文……高望の六男。千葉氏、平姓畠山氏など祖。
- 平良正………高望の末子、あるいは孫。三浦氏などの祖か。
- 平貞盛……国香の長男。坂東平氏。将門と対立。
- 平繁盛……国香の次男。大掾氏、城氏祖。
- 平公雅……良兼の長男。坂東平氏。貞盛／将門の従兄弟。
- 平公連……良兼の次男。
- 平将門……良将の三男。坂東平氏。東国に新政権を画策。
- 平将頼……良将の四男。
- 平将平……良将の五男。
- 平将文……良将の六男。
- 平将為……良将の七男。
- 平将武……良将の八男。
- 平良門……将門の長男。
- 平将国……将門の二男。
- 平忠頼……良文の子。
- 平真樹……常陸の土豪。
- 平兼忠……繁盛の子。
- 平致頼……公雅の子。伊勢国で維衡と抗争。
- 平忠常……忠頼の子。東国で平忠常の乱を起こす。
- 平維良……兼忠の子。鎮守府将軍。
- 平維茂……兼忠の子、また繁盛の子とも。余五将軍。維良と同一人物とも。
- 平直方……北条氏、熊谷氏の祖。鎌倉を本拠としていたが、源頼義に譲渡。
- 平景正……源義家の郎党。鎌倉源五郎景政。
- 平成幹……常陸大掾氏。鹿島三郎。源氏の棟梁源義忠暗殺の実行犯。
- 平頼任……武蔵村山党の祖。

#### 伊勢平氏
- 平維衡……貞盛の子。伊勢平氏始祖。
- 平正度……伊勢平氏。維衡の子。
- 平正衡……伊勢平氏。正度の子。
- 平正盛……伊勢平氏。正衡の子。
- 平忠盛……伊勢平氏。正盛の嫡子。正四位上。刑部卿。
- 平忠正……伊勢平氏。忠盛の弟。保元の乱で崇徳上皇方。

#### 源氏
清和源氏
- 源経基……清和源氏初代。清和天皇の皇子貞純親王の子。
- 源満仲……清和源氏二代目。源氏武士団を摂津国多田に形成。
- 源満政……満政流の祖。満仲の弟。鎮守府将軍。美濃・尾張源氏などの祖。八島氏などを輩出。
- 源満季……満季流の祖。満仲の弟。安和の変の時の検非違使。
- 源満快……満快流の祖。満仲の弟。伊奈氏などの祖。
- 源満頼……経基の末子。満季の子？

摂津源氏
- 源頼光……満仲の長男。殿上人。正四位下。伊予守。藤原道長の側近。
- 源頼国……頼光の長男。殿上人。文章生出身の文人。正四位下。美濃守。
- 源頼家……頼光の二男。従四位下。筑前守。歌人。和歌六人党の一人。
- 源頼弘……頼国の長男。
- 源頼資……頼国の次男。
- 源頼実……頼国の三男。歌人。和歌六人党の一人。
- 源実国……頼国の四男。
- 源頼綱……頼国の五男。多田頼綱。頼政の祖父。
- 源国房……頼国の六男。
- 源師光……頼国の八男。
- 源資兼……頼資の五男。溝杭氏の祖。
- 源明国……頼綱の長男。多田明国。
- 源仲政……頼綱の次男。馬場仲政。頼政の父。
- 源国直……頼綱の三男。山県三郎。
- 源光国……国房の長男。師時とも。
- 源実俊……師光の長男。
  - 六条斎院宣旨……頼国の娘。歌人。

大和源氏
- 源頼親……満仲の次男。
- 源頼房……頼親の次男。
- 源頼遠……頼親の三男。
- 源頼俊……頼房の長男。
- 源有光……頼遠の次男。
- 源頼治……頼俊の次男。
- 石川元光……有光の三男。
- 石川光義……元光の次男。

河内源氏
- 源頼信……満仲の三男。平忠常の乱を鎮圧。
- 源頼義……頼信の嫡男。義家を伴い、奥州へ。
- 源頼清……頼信の次男。村上氏・信州村上氏祖。
- 源頼季……頼信の三男。井上氏祖。
- 源義家……八幡太郎。頼義の嫡男。武家棟梁。
- 源義綱……賀茂次郎。義家の弟。
- 源義光……新羅三郎。義家の弟。甲斐源氏の祖。
- 源快誉……僧侶。義家の弟。
- 源仲宗……頼清の長男。
- 源惟清……仲宗の長男。祇園女御の夫。
- 源顕清……仲宗の次男。源為国（村上為国）の養父。
- 源義宗……義家の長男。
- 源義親……義家の次男。西国で朝廷に反抗。
- 源義国……義家の三男。新田氏、足利氏の祖。
- 源義忠……義家の四男。父義家の死後、棟梁となるが暗殺される。
- 源義時……義家の五男。石川源氏の祖。
- 源義隆……義家の六男。
- 源義明……義綱の三男。
- 源義仲……義綱の四男。
- 源義業……義光の長男。常陸源氏初代。
- 源義清……義光の次男。甲斐源氏初代。
- 源盛義……義光の四男。平賀氏祖。

その他満仲流
- 源頼平……満仲の四男。柏原氏などの祖。
- 源頼範……満仲の七男。
- 源孝道……満仲の甥。後に満仲の養子。

満政流
- 源忠重……満政の長男。
- 源忠隆……満政の次男。
- 源忠国……満政の三男。
- 源定宗……忠重の長男。
- 源斉頼……忠隆の長男。政頼とも。
- 源重宗……定宗の子。美濃源氏。
- 源重実……重宗の子。
- 源重時……重宗の子。
  - 祐子内親王家駿河……忠重の娘。歌人。

満季流
- 源致公……満季の養子（実は醍醐源氏）。

満快流
- 源満国……満快の子。
- 源為満……満国の子。
- 源為公……為満の子。満快流信濃源氏の祖。

嵯峨源氏
- 源宛……箕田源次。武蔵国に勢力を扶植。
- 源綱……宛の子。渡辺綱。頼光四天王の一。摂津国渡辺氏の祖。
- 源久……綱の孫。松浦久。肥前国松浦氏の祖。
- 源満末……九州の院領神埼荘に下向し土着。筑後国蒲池氏遠祖。

その他源氏
- 源護……常陸大掾。平将門と争う。
- 源扶……護の子。

#### その他
- 平麻衡……将門謀臣。
- 橘遠保……伊予の豪族。藤原純友追討に活躍。
- 坂田金時……頼光四天王の一。
- 卜部季武……頼光四天王の一。
- 碓井貞光……頼光四天王の一。
- 原田種頼……筑前国住人。伯耆国に移住し東郷氏の祖となる。
- 伴助兼……源義家の郎党。

### 源平の抗争の中の人物

#### 伊勢平氏・平清盛一族（平家）の人物
- 平清盛……忠盛の長男。平氏政権を確立。太政大臣。
- 平家盛……忠盛の次男。右馬頭。
- 平経盛……忠盛の三男。参議。
- 平教盛……忠盛の四男。中納言。
- 平頼盛……忠盛の五男。権大納言。
- 平忠度……忠盛の六男。薩摩守。和歌の名手。
- 平重盛……清盛の長男。内大臣。左大将。小松内府。清盛の嫡男で後継者候補とされるが、早世。
- 平基盛……清盛の次男。
- 平宗盛……清盛の三男。右大将。内大臣。清盛没後の後継者。
- 平知盛……清盛の四男。権中納言。平家中の名将。
- 平重衡……清盛の五男。正三位。左中将。
- 平知度……清盛の七男。
- 平清房……清盛の八男。
- 平清貞……清盛の養子。
- 平維盛……重盛の長男。櫻梅少将。清盛嫡孫。従三位。右中将。
- 平資盛……重盛の次男。従三位。右中将。
- 平清経……重盛の三男。左中将。
- 平有盛……重盛の四男。右少将。
- 平師盛……重盛の五男。
- 平忠房……重盛の六男。
- 平宗実……重盛の七男。
- 平行盛……基盛の嫡男。
- 平清宗……宗盛の嫡男。右衛門督。正三位。
- 平能宗……宗盛の次男。
- 平知章……知盛の嫡男。
- 平知忠……知盛の次男。
- 平知宗……知盛の三男。宗氏の祖。
- 平経正……経盛の長男。
- 平経俊……経盛の次男。
- 平敦盛……経盛の三男。無官太夫。笛の名手。
- 平通盛……教盛の長男。従三位。
- 平教経……教盛の次男。佐藤継信を討ち取る。
- 平業盛……教盛の三男。
- 平保盛……頼盛の長男。正三位。
- 平為盛……頼盛の次男。
- 平光盛……頼盛の六男。正三位。
- 平六代……維盛の子。清盛の曾孫で、平正盛から数えて直系六代目。彼の処刑により平家の血は絶える。
  - 平徳子……清盛の次女。建礼門院。高倉天皇に入内。安徳天皇の母。
  - 廊御方……清盛の八女。

#### 伊勢平氏・その他の人物
- 平家弘……右衛門大夫。保元の乱で崇徳上皇方に参戦。
- 平盛国……主馬判官。伊勢守。清盛の郎党。
- 平盛俊……盛国の子。侍大将。越中守。一ノ谷で戦死。
- 平盛嗣……盛俊の子。知盛、維盛の郎党。
- 平盛澄……摂津判官。侍大将。
- 平盛綱……讃岐守。墨俣で源義円を討つ。
- 平家貞……平忠盛、清盛の郎党。検非違使、筑後守。
- 平家継……家貞の長男。平田家継。
- 平貞能……家貞の次男。又は貞義。平重盛の郎党。
- 平宗清……平頼盛の郎党。平治の乱の後源頼朝を捕らえる。
- 平信兼……保元の乱で後白河天皇方に参戦。
- 平兼隆……信兼の子。伊豆の目代。元・検非違使。山木兼隆。

#### 摂津源氏・源頼政一族（源家）の人物
- 源頼政……源三位頼政。源仲政の子。
- 源仲綱……頼政の嫡子。
- 源頼兼……頼政の次男。大内守護。
- 源政綱……頼政の養子。実父は頼政弟・源頼行。
- 源兼綱……頼政の養子。実父は頼政弟・源頼行。
- 源広綱……仲綱の養子。実父は頼政。
- 源宗綱……仲綱の長男。
- 源有綱……仲綱の次男。
- 源頼茂……頼兼の長男。大内守護。
  - 二条院讃岐……頼政の娘。歌人。

#### 河内源氏・源為義一族（源家）の人物
- 源為義……六条判官。養父義忠の跡を継ぎ、河内源氏の棟梁に。左衛門大尉。
- 源義朝……源為義の長男。左馬頭。
- 源義賢……源為義の次男。帯刀先生。
- 源義憲……源為義の三男。志田三郎先生義広。
- 源頼賢……源為義の四男。四郎左衛門尉。
- 源頼仲……源為義の五男。
- 源為宗……源為義の六男。左兵衛少尉。
- 源為成……源為義の七男。八幡七郎。
- 源為朝……源為義の八男。鎮西八郎。
- 源為仲……源為義の九男。九郎冠者。
- 源行家……源為義の十男。新宮十郎。
- 源維義……源為義の十八男。松井冠者。
- 源義平……源義朝の長男。鎌倉悪源太。
- 源朝長……源義朝の次男。中宮大夫進。
- 源頼朝……源義朝の三男（嫡男）。権大納言、右大将。征夷大将軍。鎌倉幕府の創始者。
- 源義門……源義朝の四男。
- 源希義……源義朝の五男。頼朝同母弟。土佐冠者。
- 源範頼……源義朝の六男。蒲冠者。治承・寿永の乱（源平合戦）大手軍大将。三河守。従五位下。
- 源全成……源義朝の七男。義経の同母兄。阿野法橋。
- 源義円……源義朝の八男。義経の同母兄。園城寺卿公。
- 源義経……源義朝の九男。九郎判官。治承・寿永の乱（源平合戦）搦手軍大将。従五位下。伊予守。
- 源頼家……源頼朝の次男。左衛門督。征夷大将軍。
- 源貞暁……源頼朝の三男。
- 源実朝……源頼朝の四男。征夷大将軍。右大臣、左大将。
- 源希望……源希義の次男。
- 源時元……源全成の四男。
- 源義成……源義円の長男。
- 源仲家……源義賢の長男。八条院蔵人。
- 源仲光……源仲家の嫡男。蔵人太郎。
- 源義仲……源義賢の次男。木曾次郎。旭将軍。
- 源義高……源義仲の嫡男。清水冠者。
- 源光家……源行家の長男。蔵人太郎。
  - 鳥居禅尼……源為義の娘。
  - 坊門姫……源義朝の娘。一条能保の妻。
  - 大姫……源頼朝の長女。
  - 三幡……源頼朝の次女。

#### その他の源氏の人物
清和源氏
満政流
- 源重成……美濃源氏。源重宗の子。源義朝の腹心。八島重成。
- 源重貞……美濃源氏。源重宗の子。山田先生。
- 源重遠……尾張源氏。源重宗の子。浦野四郎。
- 八島時清……美濃源氏。重成の子。
- 浦野重直……尾張源氏。重遠の子。
- 葦敷重頼……尾張源氏。重遠の子。
- 小河重房……尾張源氏。重遠の子。
- 山田重満……尾張源氏。重直の子。墨俣川の戦いで討死。
- 足助重長……尾張源氏。重直の子。墨俣川の戦いで討死。
- 葦敷重隆……尾張源氏。重頼の子。
- 葦敷重義……尾張源氏。重頼の子。
- 小河重清……尾張源氏。重房の子。
- 木田重国……美濃源氏。重宗の孫。承久の乱に宮方で参戦。
- 山田重忠……尾張源氏。重満の子。承久の乱に宮方で参戦。
- 高田重家……尾張源氏。

頼光流（摂津源氏・ただし頼政流を除く）
- 源時光……源頼弘の曾孫。上西門院判官代。
- 源行国……源明国の長男。多田蔵人大夫。
- 源経光……源明国の次男。
- 源有頼……源明国の養子。多田四郎。
- 多田頼盛……行国の長男。保元の乱に後白河天皇方として参加。
- 多田頼憲……行国の三男。保元の乱に崇徳上皇方として参加。
- 多田行綱……頼盛の長男。一ノ谷の戦いなどに参加。
- 多田知実……頼盛の次男。判官代。
- 能瀬高頼……頼盛の三男。能勢氏の祖。
- 多田盛綱……頼憲の子。保元の乱に崇徳上皇方として参加。
- 多田基綱……行綱の四男。
- 能瀬資国……高頼の長男。
- 源頼行……源仲政の次男。頼政の弟。小国氏の祖。
- 源国政……源国直の長男。山県先生。美濃源氏山県氏の祖。
- 源国基……源国直の次男。国光とも。能勢氏の祖。
- 能世国能……国基の次男。鎌倉幕府御家人。
- 源光信……源光国の長男。土岐光信。美濃源氏土岐氏の祖。
- 源光保……源光国の三男。保元の乱、平治の乱に参加。
- 源光基……光信の長男。土岐光基。保元の乱、平治の乱に参加。
- 源光重……光信の二男。源仲政の養子。深栖光重。
- 源光長……光信の三男。土岐光長。法住寺合戦で討死。
- 源光宗……光保の長男。平治の乱に参加。
- 堀頼重……源仲政の養子光重の子。下総国の豪族。
- 源光経……光長の次男。法住寺合戦で討死。長沢氏の祖。
- 土岐光衡……光長の三男。鎌倉幕府御家人。土岐氏の祖。
- 源国基……土佐守。源頼国四男実国の玄孫。
  - 宜秋門院丹後……頼行の娘。歌人。

頼親流（大和源氏）
- 源親弘……宇野親弘。大和源氏。
- 源親治……親弘の子。宇野親治。
- 源有治……親治の子。宇野有治。法然、親鸞の弟子。
- 源有光……源頼親の孫。石川有光。陸奥石川氏の祖。
- 石川光家……有光の次男。源義業の婿。
- 太田頼基……源頼俊の六代孫。太田太郎。摂津国の住人。

頼清流
- 源為国……源顕清の子。村上判官代。信濃源氏。藤原信西の婿。
- 村上信国……為国の子。信西の外孫。
- 村上基国……為国の子。
- 村上経業……為国の子。鎌倉幕府御家人。源頼政の娘婿。

義光流
- 佐竹昌義……常陸源氏。佐竹氏初代。源義業の子。
- 佐竹隆義……常陸源氏。昌義の子。
- 佐竹秀義……常陸源氏。隆義の子。
- 佐竹義重……常陸源氏。秀義の子。
- 山本義経……近江源氏。兵衛尉。
- 柏木義兼……近江源氏。義経の弟。
- 箕浦義明……近江源氏。義経の長男。
- 逸見清光……逸見氏の初代。源義清の子。
- 逸見光長……甲斐源氏。清光の長男。
- 武田信義……甲斐源氏。清光の次男。武田氏祖。
- 加賀美遠光……甲斐源氏。清光の三男。
- 安田義定……甲斐源氏。清光の四男。
- 浅利義遠……甲斐源氏。清光の十一男。
- 一条忠頼……甲斐源氏。信義の次男。
- 板垣兼信……甲斐源氏。信義の三男。板垣氏祖。
- 武田有義……甲斐源氏。信義の四男。
- 武田信光……甲斐源氏。信義の五男。
- 秋山光朝……甲斐源氏。加賀美遠光の子。
- 小笠原長清……甲斐源氏。加賀美遠光の子。信濃小笠原氏祖。
- 南部光行……甲斐源氏。加賀美遠光の子。奥州南部氏祖。
- 平賀義信……甲斐源氏。源盛義の子。源義朝、頼朝に仕える。
- 大内惟義……甲斐源氏。義信の長男。
- 平賀朝雅……甲斐源氏。義信の次男。

義親流
- 源義信……源義親の長男。源為義の兄。対馬氏の祖。

義国流
- 新田義重……源義国の長男。源義重。新田荘を立券。新田氏の祖。
- 足利義康……源義国の次男。源義康。足利庄を相続。足利氏の祖。
- 源季邦……源義国の三男。足利判官代義房。
- 里見義俊……義重の長男。里見氏、田中氏の祖。大新田氏。
- 新田義兼……義重の次男。新田氏二代目。小新田氏。
- 山名義範……義重の三男。山名氏の祖。足利氏族とする異説・諸説あり。
- 世良田義季……義重の四男。世良田氏、得川氏の祖。得河義秀と同人物説あり。
- 額戸経義……義重の五男。額戸氏の祖。
- 新田義房……義兼の長男。新田氏三代目。
- 新田政義……義房の長男。新田氏四代目。
- 里見義成……義俊の長男。
- 田中義清……義俊の次男。
- 山名重国……義節の長男。義範の子ともされる。
- 足利義清……義康の長男。矢田判官代。細川氏、仁木氏の祖。
- 足利義兼……義康の三男。源頼朝の母方の親族。足利氏二代目。
- 足利義純……義兼の長男。畠山氏、岩松氏の祖。
- 足利義氏……義兼の三男。足利氏三代目。

義忠流
- 源経国……源義忠の長男。河内源太。河内氏。
- 源盛経……源経国の長男。稲沢氏の祖。
- 源義高……源義忠の次男。代々源氏。
- 源義成……源義高の長男。河内守。
- 源忠宗……源義忠の三男。飯富源太。飯富庄を設立。飯富氏の祖。
- 源季遠……忠宗の子。平家の郎党、歌人。
- 源季貞……季遠の次男。平家の侍大将、歌人。飯富氏の祖とも言われる。
- 源光行……季遠の長男の子。平安末期～鎌倉初期の政治家・文学者・歌人。源氏物語の研究者。
- 源義清……源義忠の四男。
- 源義雄……源義忠の五男。

義時流
- 源義基……源義時の三男。河内源氏本拠地の石川庄を相続。石川義基。河内石川源氏。
- 源義広……源義時の四男。紺戸義広。義基の次男。
- 源義資……源義時の五男。二条義資。義基の三男。
- 源義兼……義基の子。石川義兼。河内石川源氏。

義隆流
- 源義広……源義隆の子。毛利義広。毛利氏の祖
- 源頼隆……源義隆の子。若槻頼隆。森氏の祖。
- 源頼胤……頼隆の長男。若槻太郎。

宇多源氏
- 佐々木秀義……近江の豪族。
- 佐々木定綱……秀義の長男。
- 佐々木経高……秀義の次男。
- 佐々木盛綱……秀義の三男。
- 佐々木高綱……秀義の四男。梶原景季と先駆けを争う。
- 佐々木義清……秀義の五男。
- 佐々木広綱……定綱の長男。
- 佐々木信綱……定綱の四男。
- 加地信実……盛綱の子。
- 佐々木泰清……義清の子。

嵯峨源氏
- 蒲池久直……筑後蒲池氏祖。
- 渡辺競……渡辺党。源頼政の家人。
- 渡辺省……渡辺党。源頼政の家人。
- 山代囲……肥前山代氏の祖。

文徳源氏
- 源康季……白河院北面。
- 源季範……康季の子。
- 源資遠……康季の子。
- 源季実……季範の子。保元・平治の乱に参加。
- 源康綱……康季の孫。

#### その他の豪族・武士
北条氏
- 北条時政……伊豆の豪族。北条政子の父。鎌倉幕府初代執権。
- 北条宗時……時政の長男。石橋山の戦いで討死。
- 北条義時……時政の二男。2代執権。
- 北条時房……時政の三男。
- 北条政範……時政の四男。
- 北条泰時……義時の長男。三代執権。
  - 北条政子……時政の娘。源頼朝の正室。通称・尼将軍。
  - 阿波局……時政の娘。阿野全成の正室。

三浦氏、和田氏
- 三浦義明……相模の豪族。三浦大介。衣笠城の戦いで討死。
- 三浦義澄……義明の次男。
- 三浦義村……義澄の長男。
- 三浦胤義……義澄の次男。承久の乱に宮方で参戦。
- 佐原義連……義明の十男。佐原十郎。
- 岡崎義実……義明の弟。三浦悪四郎。
- 佐奈田義忠……義実の子。佐奈田与一。石橋山の戦いで討死。
- 和田義盛……義明の長男杉本義宗の子。鎌倉幕府初代侍所別当。
- 和田常盛……義盛の長男。
- 朝比奈義秀……義盛の三男。豪勇をもって名高い。
- 和田胤長……義盛の甥。

横山氏
- 横山義孝…小野姓横山氏。武蔵の豪族。横山党。武蔵七党系図筆頭。 横山時兼。

千葉氏、上総氏
- 千葉常重……下総の豪族。
- 千葉常胤……常重の長男。鎌倉幕府創業の功臣。
- 千葉胤正……常胤の長男。
- 千葉成胤 ……胤正の子。
- 相馬師常……常胤の次男。
- 武石胤盛……常胤の三男。
- 国分胤通……常胤の五男。
- 東胤頼……常胤の六男。
- 東重胤 ……胤頼の子。
- 上総広常……上総の豪族。上総介。源頼朝に帰参するも後に誅殺。
- 片岡常春……下総の豪族。房総平氏の一族。源義経に属す。

畠山氏、河越氏、豊島氏、他　（桓武平氏秩父氏流）
- 畠山重能……畠山氏祖。武蔵の豪族。重忠の父。
- 畠山重忠……重能の嫡子。鎌倉幕府創業の功臣。
- 畠山重保……重忠の長男。
- 小山田有重……重能の弟。
- 稲毛重成……有重の子。
- 榛谷重朝……有重の子。
- 秩父重隆……河越氏祖。武蔵の豪族。
- 葛貫能隆……重隆の子。
- 河越重頼……能隆の子。婿の源義経への関与を疑われ誅殺。
- 師岡重経……能隆の子。
- 河越重房……重頼の子。
- 豊島清元……武蔵の豪族。清光とも。
- 葛西清重……清元の子。奥州総奉行。
- 豊島有経……清元の子、あるいは孫。
- 豊島朝経……清元の子、あるいは有経の子。
- 江戸重長……江戸重継の子。
- 渋谷重国……河崎重家の子。
- 渋谷高重……重国の子。
- 渋谷重助……重国の子。
- 土佐坊昌俊……渋谷氏出身の僧。源義朝の郎党。源頼朝の命で源義経を襲う。
  - 郷御前……河越重頼の娘。源義経の正室。

大庭氏、梶原氏、長尾氏　（桓武平氏鎌倉氏流）
- 大庭景義……相模の豪族。景親の兄。
- 大庭景親……景義の弟。関東における平家方の主将の一人。
- 俣野景久……景義・景親の弟。
- 梶原景時……相模の豪族。景義・景親の従兄弟。源頼朝の腹心。
- 梶原景季……景時の子。一ノ谷の戦い等で武功。
- 長尾為宗……相模の豪族。。
- 長尾定景……為宗の弟。通称・新六。

中村氏、土肥氏
- 中村宗平……相模の豪族。
- 土肥実平……宗平の子。
- 土屋宗遠……宗平の子。

城氏
- 城資永……越後の豪族。
- 城助職……資永の弟。横田河原の戦いで源義仲に敗れる。
- 城資盛……資永の子。建仁の乱において越後で挙兵。
  - 坂額御前……資永の妹。建仁の乱において越後で挙兵。

村山党
- 金子家忠……保元の乱、平治の乱で奮戦。
- 金子親範……家忠の弟。
- 山口家継……家忠の叔父。
- 仙波家信……家継の子。

山内氏、波多野氏、武藤氏、他　（藤原北家秀郷流－文脩長男文行流）
- 山内首藤経俊……相模の豪族。
- 鎌田政清……源義朝第一の郎党。
- 鎌田光政……政清の子。源義経の郎党。
- 波多野経家……相模の豪族。
- 波多野忠綱……相模の豪族。
- 大友能直……豊後大友氏の祖。
- 伊賀光季……北条義時の外戚として立身。承久の乱で討たれる。
- 伊賀光宗……光季の弟。伊賀氏事件で失脚。
- 武藤頼平……武蔵の豪族。
- 武藤資頼……頼平の子。平家から源氏に降る。少弐氏の祖。

小山氏、結城氏、足利氏、他　（藤原北家秀郷流－文脩次男兼光流）
- 小山政光……下野の豪族。藤原秀郷直系子孫の太田行政の子。
- 小山朝政……政光の子。下野守護。
- 長沼宗政……政光の子。
- 結城朝光……政光の子。結城氏初代。
- 結城朝広……朝光の子。
- 下河辺行平……下野の豪族。朝政の従兄弟。
- 下河辺政義……行平の弟。
- 足利成綱……下野の豪族。
- 足利俊綱……成綱の孫。家臣の桐生六郎に討たれる。
- 足利忠綱……俊綱の子。平家方として奮戦。
- 佐野基綱……俊綱の甥。佐野氏の祖。

伊達氏、安達氏　（藤原北家山蔭流）
- 伊達朝宗……常陸から陸奥に移った豪族。伊達氏の祖。
- 伊佐為宗……朝宗の長男。
- 伊達宗村……朝宗の次男。
- 伊達義広……宗村の子。
- 常陸入道念西……伊達氏の初代とされる。朝宗、あるいは宗村と同一人物とも。
- 安達盛長……伊豆の豪族。頼朝の側近。
- 安達景盛……盛長の子。

斎藤氏、加藤氏、後藤氏、富樫氏　（藤原北家利仁流）
- 斎藤実盛……武蔵の豪族。平維盛の後見役として出陣。
- 斎藤時頼……号・瀧口入道。横笛との悲恋物語で知られる。
- 加藤景員……伊豆の豪族。本領は伊勢。
- 加藤光員……景員の長男。
- 加藤景廉……景員の次男。
- 後藤実基……北面武士出身。源義朝の代からの源氏の功臣。
- 後藤基清……実基の養嗣子。承久の乱に宮方で参戦。
- 富樫泰家……加賀の豪族。

伊東氏、工藤氏、二階堂氏、他　（藤原南家為憲流）
- 狩野茂光……伊豆の豪族。源為朝を伊豆大島に討つ。
- 狩野宗茂……茂光の子。
- 伊東祐親……伊豆の豪族。関東における平家方の主将の一人。
- 河津祐泰……祐親の嫡子。曾我兄弟の父。
- 伊東祐清……祐親の次男。
- 曾我祐成……祐親の孫。曾我兄弟の仇討ちで著名。
- 曾我時致……祐親の孫。曾我兄弟の仇討ちで著名。
- 工藤祐経……伊豆の豪族。曾我兄弟に討たれる。
- 二階堂行政……鎌倉幕府政所別当。
- 天野遠景……伊豆の豪族。鎮西奉行。
- 吉川経義……駿河の豪族。吉川氏祖。
- 相良長頼……遠江の豪族。肥後相良氏の祖。

宇都宮氏、八田氏
- 八田宗綱……下野の豪族。藤原宗円の子。
- 宇都宮朝綱……宗綱の子。宇都宮氏祖。
- 八田知家……宗綱の子。八田氏、小田氏、宍戸氏祖。
- 宇都宮信房……宗綱の甥。豊前宇都宮氏祖。
- 宇都宮業綱……朝綱の子。
- 宇都宮頼綱……業綱の子。
- 塩谷朝業……業綱の子。
- 宇都宮時綱……頼綱の子。

那須氏
- 那須資隆……下野の豪族。
- 那須資之……資隆の五男。
- 那須為隆……資隆の十男。千本氏祖。
- 那須宗隆……資隆の十一男。通称・与一。屋島の戦いで扇の的を射抜いた伝承で有名。
- 那須頼資……資之の養子。宇都宮朝綱の子。
- 那須光資……頼資の子。

比企氏
- 比企能員……比企尼の猶子、頼朝の家臣。
- 比企朝宗……能員の兄弟。
  - 比企尼……比企能員の養母。源頼朝の乳母。
  - 丹後内侍……比企尼の長女。安達盛長の妻。

伊藤氏
- 藤原忠清……平家の侍大将。上総介。
- 藤原忠綱……平家の侍大将。忠清の子。
- 藤原景清……平家の侍大将。忠清の子。悪七兵衛。俗に平景清と呼ばれる。

信州中原氏
- 中原兼遠……信濃の豪族。源義仲の後見人。
- 樋口兼光……兼遠の次男。源義仲四天王の一人。
- 今井兼平……兼遠の四男。源義仲四天王の一人。
  - 巴御前……兼遠の娘。源義仲の側室。

田口氏
- 田口成良……阿波民部大夫。壇ノ浦の戦いで平家方から離反。
- 田口良遠……成良の弟。桜間介。
- 田口教良……成良の子。

佐治氏
- 佐治道貞……因幡の豪族。
- 佐治重貞……道貞の子。
- 曳田康貞……道貞の子。

その他
- 足立遠元……武蔵の豪族。
- 伊沢家景……鎌倉幕府奥州総奉行。留守氏の祖。
- 海野幸親……信濃の豪族。
- 海野幸氏……信濃の豪族。清水冠者義高の側近。
- 漆間時国……美作の豪族。法然の父。
- 大井実春……武蔵の豪族。
- 小鴨基保……伯耆の豪族。
- 緒方惟義……豊後の豪族。
- 長田忠致……尾張の豪族。源義朝を謀殺。
- 長田景致……忠致の子。
- 紀成盛……伯耆の豪族。
- 菊池隆直……肥後の豪族。
- 熊谷直実……武蔵の豪族。
- 熊谷直家……直実の子。
- 厚東武光……長門の豪族。
- 河野通清……伊予の豪族。
- 河野通信……通清の子。
- 島津忠久……薩摩国に下向し島津氏の祖となる。
- 小代行平……武蔵児玉党の武豪族。
- 妹尾兼康……備中の豪族。平家の部将。
- 橘公長……平宗盛を処刑。
- 橘公業……公長の子。
- 田使経遠……平家の部将。難波経遠とも。
- 楯親忠……根井行親の子。源義仲四天王の一人。
- 手塚光盛……信濃の豪族。源義仲に従い、斎藤実盛を討ち取る。
- 東郷家平……伯耆の豪族。
- 仁田忠常……伊豆の豪族。
- 根井行親……信濃の豪族。源義仲四天王の一人。
- 長谷部信連……以仁王に仕えた侍。能登長氏の祖。
- 伊賀家長……伊賀の豪族。平家の部将。
- 原田種直……筑前の豪族。
- 平山季重……武蔵の豪族。
- 藤原有数……平経正の家人。
- 堀親家……伊豆の武士。源頼朝の家臣。
- 益田兼高……石見の豪族。
- 水走季忠……河内の豪族。枚岡神社の神職で水走氏の初代。
- 宮道国平……武蔵の豪族。
- 望月重隆……信濃の豪族。
- 夜須行宗……土佐の豪族。
- 山鹿秀遠……筑前の豪族。
- 湯浅宗重……紀伊の豪族。
- 横山時兼……武蔵の豪族。横山党。
  - 亀の前……源頼朝の愛妾。
  - 千手の前……平重衡の愛妾。
  - 常盤御前……源義朝の愛妾。源義経らの母。
  - 虎御前……曾我祐成の恋人。
  - 牧の方……北条時政の後妻。
  - 山吹御前……源義仲の側室。

### 奥州の豪族

#### 奥州安倍氏
- 安倍頼時……安倍頼良から改名。
- 安倍貞任……頼時の長男。
- 安倍宗任……貞任の弟。
- 安倍家任……貞任の弟。良照の養子。
- 安倍良照……頼時の弟。
- 安倍富忠……頼時の同族。

#### 出羽清原氏
- 清原光頼
- 清原武則……光頼の弟。
- 清原武貞……武則の嫡子。
- 清原武衡……武貞の弟。
- 清原真衡……武貞の嫡子。
- 清原清衡……武貞の養子。家衡の異父兄。藤原清衡。
- 清原家衡……真衡の異母弟。清衡の異父弟。
- 清原成衡……真衡の養子。
- 清原貞衡……延久蝦夷合戦に参加。武貞あるいは真衡と同一人物とも。
- 吉彦秀武……武則の女婿。

#### 奥州藤原氏
- 藤原経清……亘理経清。清衡の父。
- 藤原清衡……奥州藤原氏初代。
- 藤原基衡……奥州藤原氏二代。
- 藤原秀衡……奥州藤原氏三代。
- 藤原泰衡……奥州藤原氏四代。
- 藤原国衡……泰衡の異母兄。
- 藤原忠衡……泰衡の弟。義経に同心、兄と対立。
- 藤原高衡……泰衡の弟。

#### その他奥州関係人物
- 金為時……陸奥の豪族。
- 平永衡……陸奥の豪族。安倍頼時の女婿。
- 平国妙……出羽の豪族。
- 藤原基通……陸奥の在庁官人。
- 黒鳥兵衛……安倍貞任の残党という伝説上の人物。
- 藤原基成……奥州藤原氏の外戚。藤原泰衡の外祖父。藤原信頼の兄。
- 佐藤基治……藤原秀衡の郎党。佐藤継信・忠信の父。
- 河田次郎……藤原泰衡の郎党。泰衡を殺害。
- 大河兼任……藤原泰衡の郎党。泰衡死後叛乱を起こす。
- 由利維平……藤原泰衡の郎党。鎌倉方に降る。

#### 源義経の家臣
- 佐藤継信
- 佐藤忠信
- 武蔵坊弁慶……僧形の豪傑。
- 常陸坊海尊
- 伊勢義盛……通称・三郎
- 駿河清重……通称・次郎
- 鷲尾義久……通称・三郎
- 堀景光……平清宗を処刑。
- 十郎権頭兼房……『義経記』における老臣。架空の人物。

## その他

### 周辺民族
- アテルイ……ヤマトの侵略に対して戦った蝦夷の軍事指導者
- モレ……アテルイと行動をともにした蝦夷の軍事指導者

### 伝説・説話上の人物
- 鈴鹿御前……女盗賊。
- 鬼一法眼……陰陽家。
- 有王……俊寛の侍童。
- 金売吉次……商人。
- 熊坂長範……盗賊。
- 菊王丸……平教経の寵童。
- 妓王……白拍子。平清盛の妾。平家物語の人物。